# 安平古堡
安平古堡，原稱奧蘭治城（荷蘭語：Fort Oranje）、熱蘭遮堡或熱蘭遮城（譯自荷蘭語），又名臺灣城、安平鎮城、安平城、王城、紅毛城、赤嵌城，是一座位於臺灣臺南市安平區的一個城郭遺址。於1623年10月由荷蘭東印度公司興建簡易城砦，1624年4月底拆毀，8月底原址重建堡壘，至1634年竣工，是臺灣最早的要塞建築。自建城以來，曾是荷蘭及明鄭統治臺灣的中樞。
目前安平古堡共有兩處遺跡被指定爲中華民國內政部所頒訂的兩個國定古蹟：公告於1983年12月28日的「台灣城殘蹟（安平古堡殘蹟）」及公告於2004年10月7日的「熱蘭遮城城垣暨城內建築遺構」，兩處遺跡實際上源自同一座建築，被視為台灣現存最古老的建築之一。全園區由臺南市政府文化局古蹟營運科負責營運，內有安平古堡史蹟紀念館及熱蘭遮城博物館，以及1975年由日治時期瞭望塔修建而成的瞭望臺。2022年10月，中華民國文化部文化資產局古蹟審議委員會，決定將上述安平古堡內兩處國定古蹟合併為一處，並更名為熱蘭遮堡遺構。
此外，該城郭遺址於黃昏時與落日互相煇映之景「安平夕照」。在1953年曾獲臺灣省政府選為臺灣八景之一。

## 沿革
十六世紀時，荷蘭為反抗西班牙帝國（伊比利聯盟）統治下重斂苛稅與宗教迫害而進行八十年戰爭，新成立的聯合省共和國不僅已是歐洲商貿高度發達的地區，其造船技術和造船業亦十分蓬勃，:94-951593年初次派遣艦隊尋找通往亞洲的航路。鑒於商船造價高昂、成本昂貴，且航行風險高，最終荷蘭國家議會遂決意聯合各家公司船隊，在1602年3月20日正式成立「荷蘭東印度公司（荷蘭語：Vereenigde Oostindische Compagnie，VOC）」。與西班牙、葡萄牙間在本土的交戰，延伸到海外的掠奪爭戰。16世紀時，葡萄牙已控制了澳門、西班牙控制了呂宋與馬尼拉。17世紀初，荷蘭在爪哇萬丹建立據點後，亦急於在遠東尋找據點與明國及日本貿易。兩次進攻葡萄牙控制的澳門失利後，東印度艦隊指揮官韋麻郎聽從漳州海澄商人李錦與潘秀的建議，於1604年8月7日占領澎湖群島，然仍無法達成與明國開展貿易的目標，只能退出澎湖。1609年公司於日本平戶設立商館，1619年擊敗英國而在巴達維亞設立總督府，隨後與英國合作對抗西班牙、葡萄牙。1622年攔截到西班牙的書信發現西班牙有佔領台灣的意圖，決定先發制人，派遣雷爾生司令出擊澳門失敗，改為前往澎湖，以取得打擊西班牙馬尼拉貿易航線的有利位置，於1622年7月二占澎湖，開始築建澎湖堡壘，擇址風櫃尾蛇頭山。
1622年7月底，雷爾生聘請澎湖漁夫指路，親自前往台灣於各海岸尋找測量適宜的口岸，在大員海灣、打狗等地探查，然評議會決議選擇在澎湖興建堡壘。1623年3月27日特派商務官與2艘船艦前往大員視察商業實況，駐紮該地。雷爾生決定在其海灣入口南側無人沙洲上興建城砦，10月25日派遣利邦上尉（Élie Ripon）率領16名士兵及34名班達奴工前往台灣，27日在大員停泊，興建簡易城砦，與目加溜灣社族人首次接觸，贈與族人禮物，族人帶領荷蘭人進入森林並協助收集竹子做為建材，蕭壠社亦歡迎荷人來訪，而麻豆社族人每天都前來質問其採竹的用途，當數周後得知為了興建房子後，麻豆族人不滿為何沒有收到和目加溜灣社一樣的禮物，聚集三、四百名武裝戰士趁荷蘭人在森林內採竹時襲擊，雙方互有數人戰死，荷蘭人暫時退回澎湖，隨後返回續完成工程。1624年1月，目加溜灣與麻豆社聯軍，在夜間火攻襲擊公司新建成的第一代城砦。到了3月，澎湖堡壘遭到明軍圍困，澎湖只餘3艘船210名船員、城上守軍125名，公司高層鑑於無力同時兼顧澎湖與大員兩地，於是4月底下令拆毀大員城砦，將台灣的2艘船艦、124名兵力調返澎湖。:41-47:11-12
1624年初，明軍大軍持續增援拒絕公司停留澎湖，在明荷兩軍對峙了八個月以後，明軍已有萬名大軍圍困數百荷軍，由公司指派的馬丁努斯·宋克博士，搭乘熱蘭遮號於8月1日抵達澎湖，接替雷爾生。福建南路副總兵官俞咨皋提出「荷蘭必須離開澎湖、當局同意荷蘭在大員和明朝臣民交易」之條件與公司達成停戰協議。8月18日，公司召開內部評議會，同意撤離澎湖。8月22日，公司和俞咨皋簽署協議，承諾於20日內退到大員（台灣本島）。8月24日，公司再度召開內部討論，商議是否拆除澎湖風櫃尾城，研議後定案拆除，並於8月26日動工拆城，8月30日宋克先行前往大員。
9月16日，利邦等率眾扛著荷蘭國旗，在明軍士兵的注視下走出拆毀的風櫃尾城，搭上快艇「波墨仁號（荷蘭語：Pormoren）」，全數離開澎湖，航向大員與先前已抵達大員的長官會合，轉移至臺灣島，中國則不干涉荷蘭對臺灣的佔領。在此之前，即將成為首任台灣長官的宋克的帶領下，搭乘熱蘭遮號於8月底抵達不受明朝政府管轄的福爾摩沙大員（今臺南市安平區），在4月底拆毀的城砦原址開始興建堡壘，即後來的熱蘭遮城，設立貿易據點，建立臺灣史上第一個近代早期（英語：early modern）式的統治政權（但並非第一個政權，因為在今日臺中市及其附近，當時已有臺灣原住民所建立的大肚王國及斯卡羅酋邦，為一部落聯盟式的政權）。
根據荷蘭史料，當時東印度公司指揮官雷爾生於1622年到福州談判，明朝官員為了勸誘他們撤出澎湖，建議他們到臺灣，間接同意明朝船隻到大員（今安平）與之通商。...當時明朝官員向萊爾森說：『你不知道大員怎麼去，我們派船帶你去。而同樣年代，明代的史料記載的是，官員軟硬兼施，並請海商李旦居中協調，宋克才在1624年拆除澎湖城堡的建材，搭乘熱蘭遮城號商船，來到大員上岸，宋克也成為荷蘭建立臺灣政權的首任長官，他也在大員上鯤鯓建立熱蘭遮城。」

### 荷蘭統治時期
1624年8月底，宋克初抵大員，由於首要任務是加強防禦，8月21日決議在大員海灣入口處南側的沙岸上、原來4月底拆毀的砦城舊城址建造新堡壘，再使用風櫃尾城拆除下來的材料在季風直接吹襲的東北角建造更行補強，命名為「奧蘭治城」（荷蘭語：Fort Oranje，為紀念領導與西班牙獨立戰爭的奧蘭治親王）。1626年9月29日，阿姆斯特丹總公司十七人董事會下令改名為「熱蘭遮城」（荷蘭語：'t Fort Zeelandia，以荷蘭七省聯盟之一的澤蘭省，或譯熱蘭省為名，荷蘭文獻  亦常記為 ，如懸掛在熱蘭遮城面對台江內海主要海道出入口的北門上銘牌為），1627年6月27日巴達維亞總督府轉發通知給大員當局，在公告市民周知改名時應依荷蘭習俗鳴砲並贈帽給市民。
1626年，日本人濱田彌兵衛帶領朱印船船隻到福建沿海買生絲，遭遇風暴改往台灣避風，賣主因海盜肆虐不敢出海送貨，濱田只好向在台灣的公司借用戎克船前往泉州運回貨物，但遭公司推延拒絕，拖過風期只好滯留在台灣押冬，濱田彌兵衛相當不滿，又知悉新港社原住民對公司占用土地、不積極協助對抗敵對村社極為不滿，在1627年帶領該社頭目、社眾、通譯共16人，以「高山國使節團」把台灣獻給將軍請求出兵保護的名義求見幕府德川家光，濱田所屬貿易商長崎代官末次平藏亦運作控訴荷蘭人蠻橫，準備鼓勵江戶幕府採取反荷作為。1628年3月，荷蘭駐平戶商館多次傳訊台灣警告平藏殿招兵買馬欲武力攻台，務必提高警戒。此時台灣沒有海軍駐守、兵力不足兩三百人，4月濱田果然率配備強大火力的船隻來臺，同行者共470名，其中包含先前16名新港社代表。時任臺灣長官彼得·奴易茲（Pieter Nuyts），以叛國罪名拘禁新港社代表，並將濱田軟禁，直到船上的大量武器及火藥全數拆卸扣留。濱田一行十多人於6月底進入熱蘭遮城內求見長官奴易茲要求離開台灣，事先躲藏的數十名武裝日本人趁機闖入，綁架長官及其6歲長子，並以奴易茲之子等5人為人質，於7月7日離開台灣，返回日本後日本違反協議扣押人質並封閉荷蘭的商館。巴達維亞方面感到事態嚴重，在1629年將奴易茲撤職，1630年宣判兩年有期徒刑。1632年關押2年期滿，荷蘭將他引渡至日本監禁，日本人才釋放人質、恢復荷蘭人在日本的貿易，但其子已病死於日本。
長官奴易茲任職期間，有感於熱蘭遮城選址設計缺失、城牆大部分為黏土或細沙修築、對敵人大規模進攻的防禦力薄弱，於是進行修建補強，並且在城堡北側水道對岸北線尾興建城砦（之後稱為熱堡）。其續任長官普特曼斯同意奴易茲的看法而繼續以石塊修建補強熱蘭遮城，並新建外堡，
至1632年底完成上層主堡工程，1633年1月1日舉行啟用典禮，隨後繼續擴建下層主堡，於1634年竣工。外堡則於1637-1639年間竣工，當時，這座城堡是荷蘭人統治臺灣全島和對外貿易的總樞紐。由於地處大海，因此當在發生圍困時，東印度公司能夠從巴達維亞城獲得補給和增援。
1639年，為了加強城堡的安全性，東印度公司在熱蘭遮城旁的制高點湯匙山建造了烏特勒支堡碉堡（Fort Utrecht）。並在1653年於赤崁行省普羅民遮市街旁興建歐式城塞普羅民遮城（Fort Provintia，為紀念尼德蘭七省聯省聯盟）。
自1650年前後，隨着中國情勢動盪，荷蘭東印度公司開始擔憂鄭成功來襲。1660年，末代台灣長官揆一為加強防禦，在下堡東北角新增構築一座稜堡，在後來鄭氏攻台反封鎖戰時發揮極大的作用。

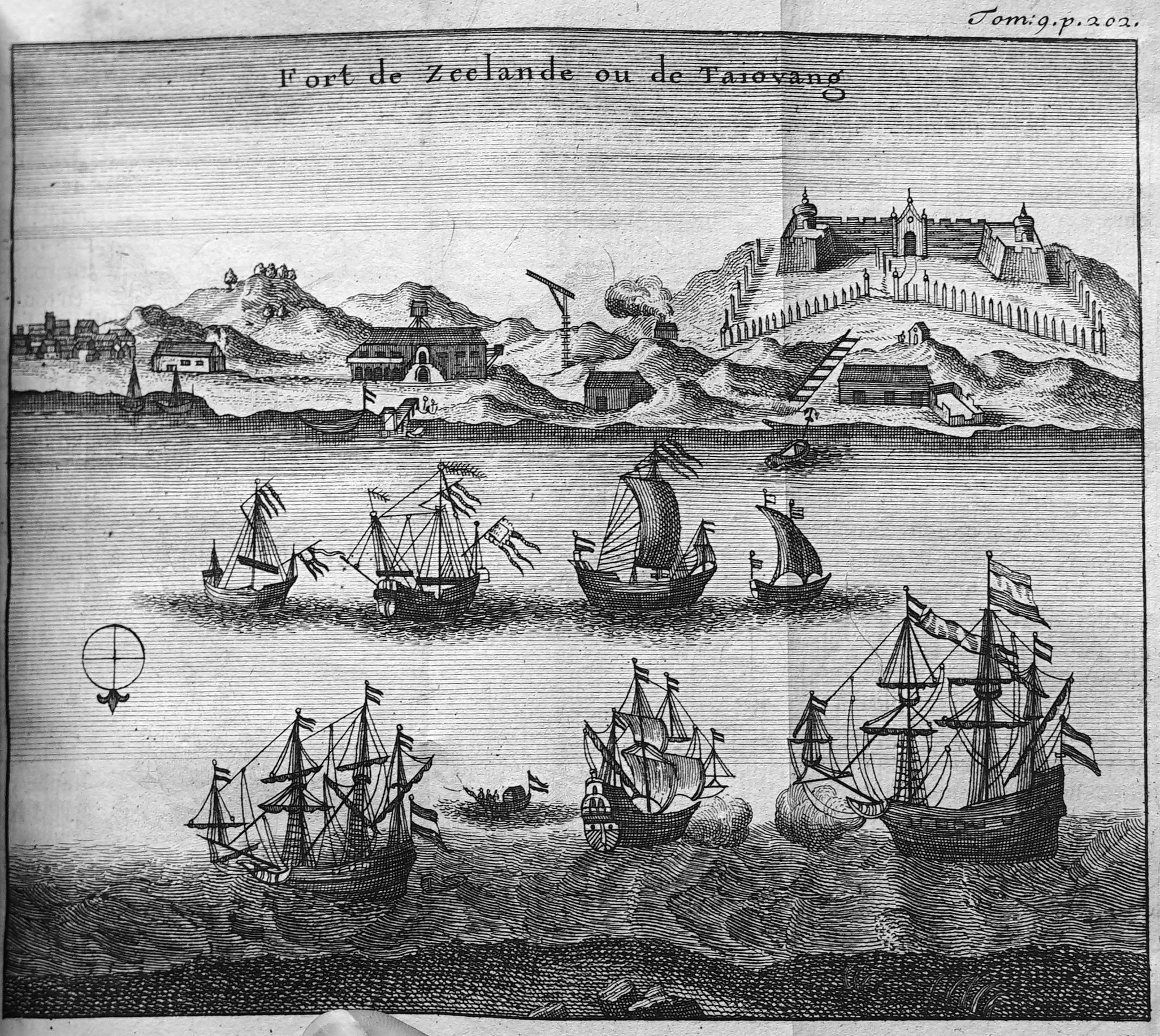
1644年編著《荷蘭聯合東印度公司的起源與發展》一書中，1625年的熱蘭遮城
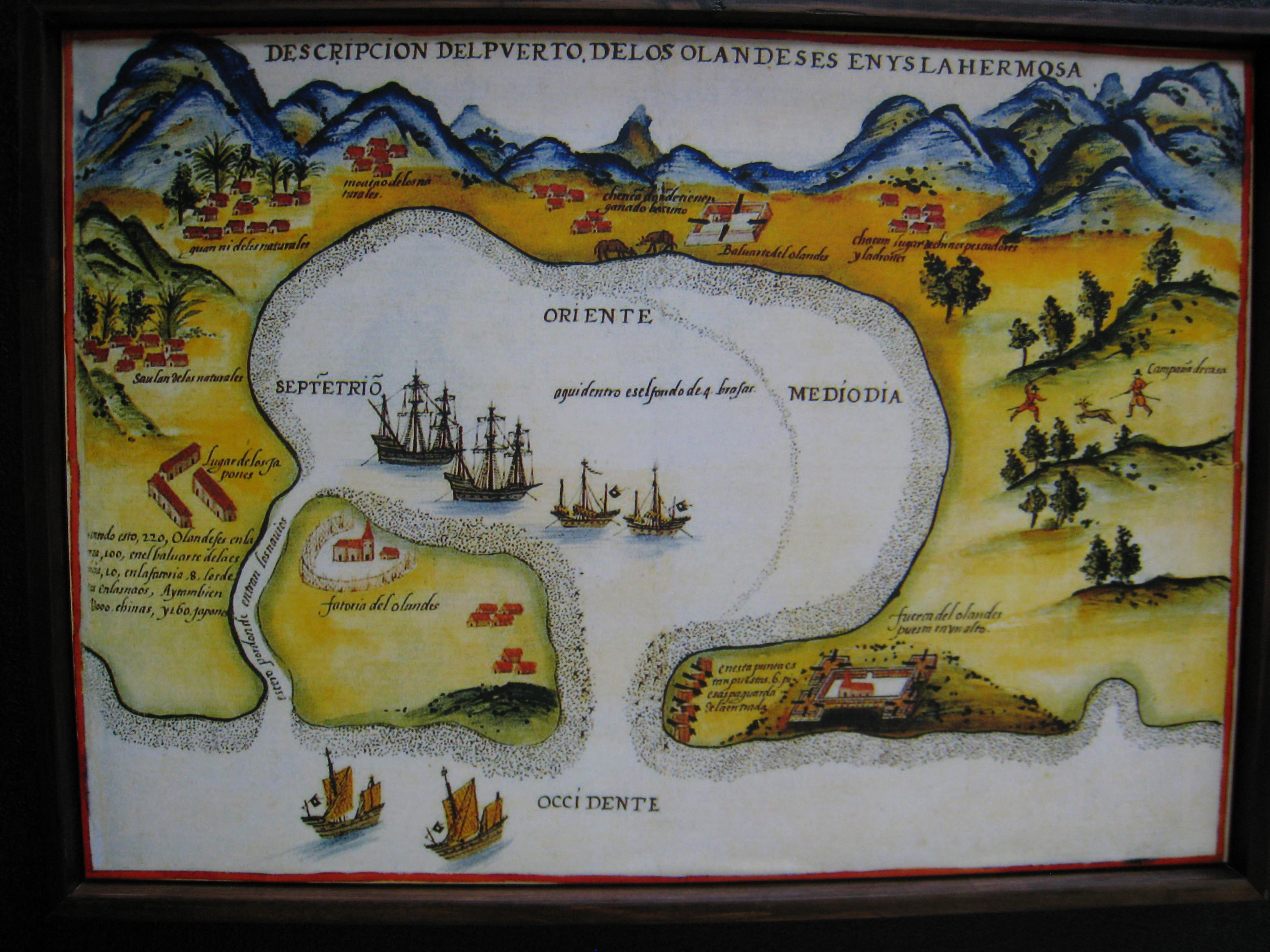
馬尼拉西班牙人  依據1626年《迪亞茲報告》情報所繪製《艾爾摩沙島荷蘭人港口描述圖》（俗稱大員港圖）抄本，有四個稜堡各有四門大砲時稱奧蘭治城繪在右下角
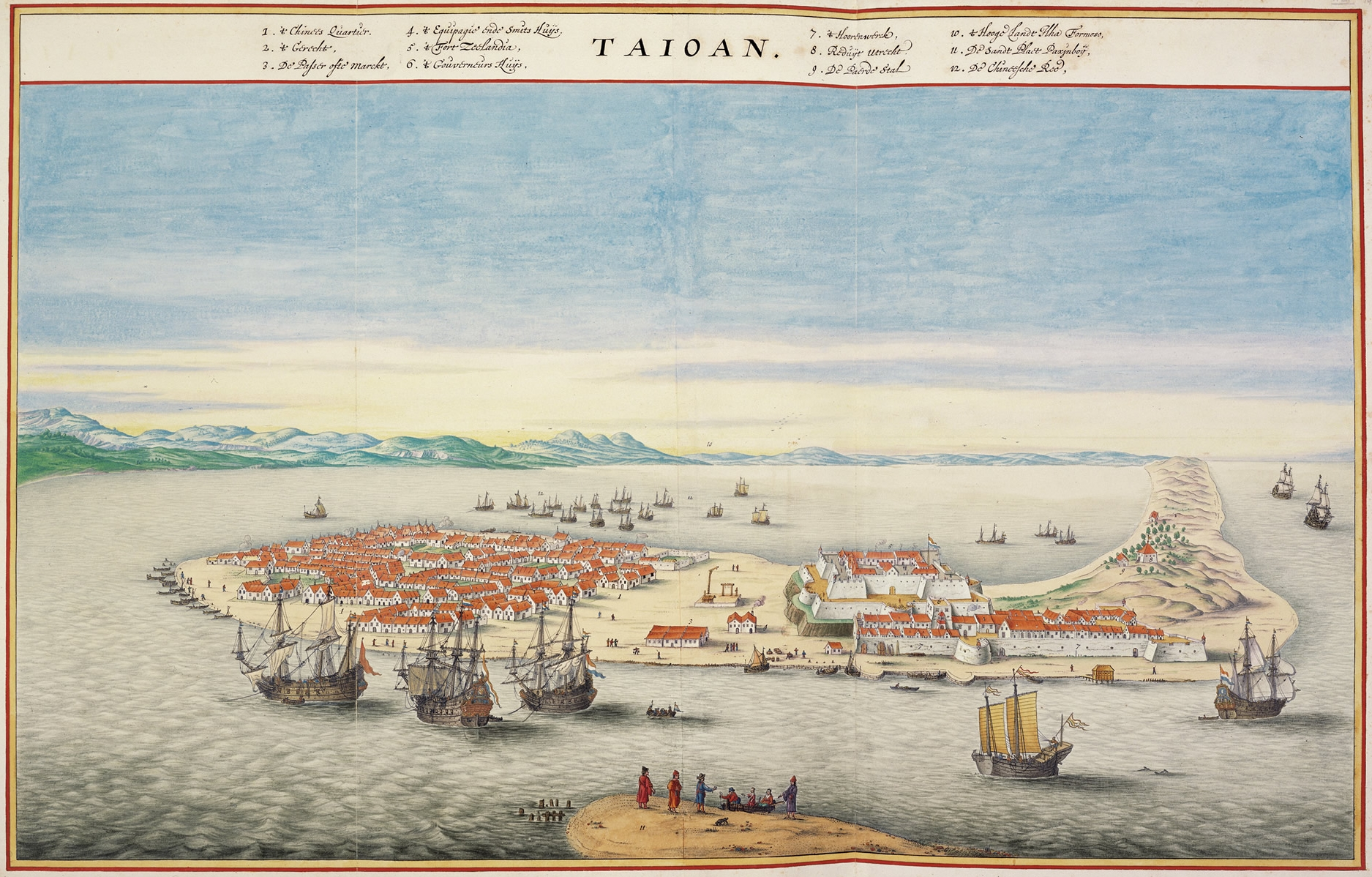
荷蘭米德爾堡澤蘭博物館收藏，揚·布勞（荷兰语：Joan Blaeu）繪製的1644年大員市鎮鳥瞰圖
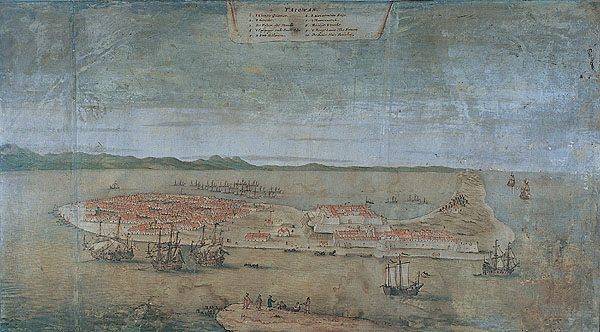
荷蘭米德爾堡澤蘭博物館收藏的1644年大員市鎮鳥瞰圖
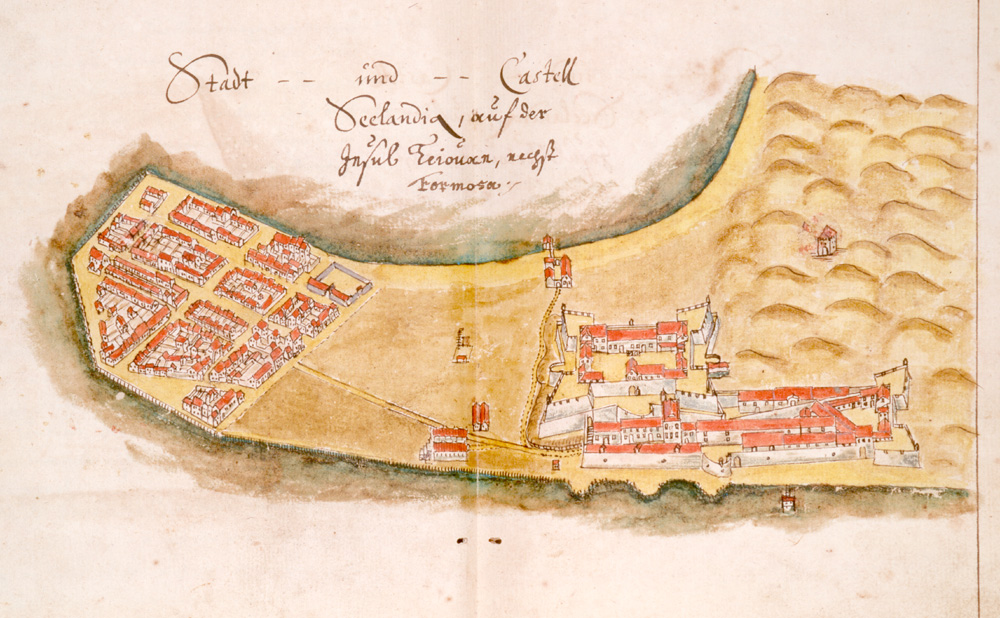
日耳曼土地測量師卡斯巴·司馬爾卡頓（德语：Caspar Schmalkalden）繪製的1648年大員市鎮鳥瞰圖瞰圖
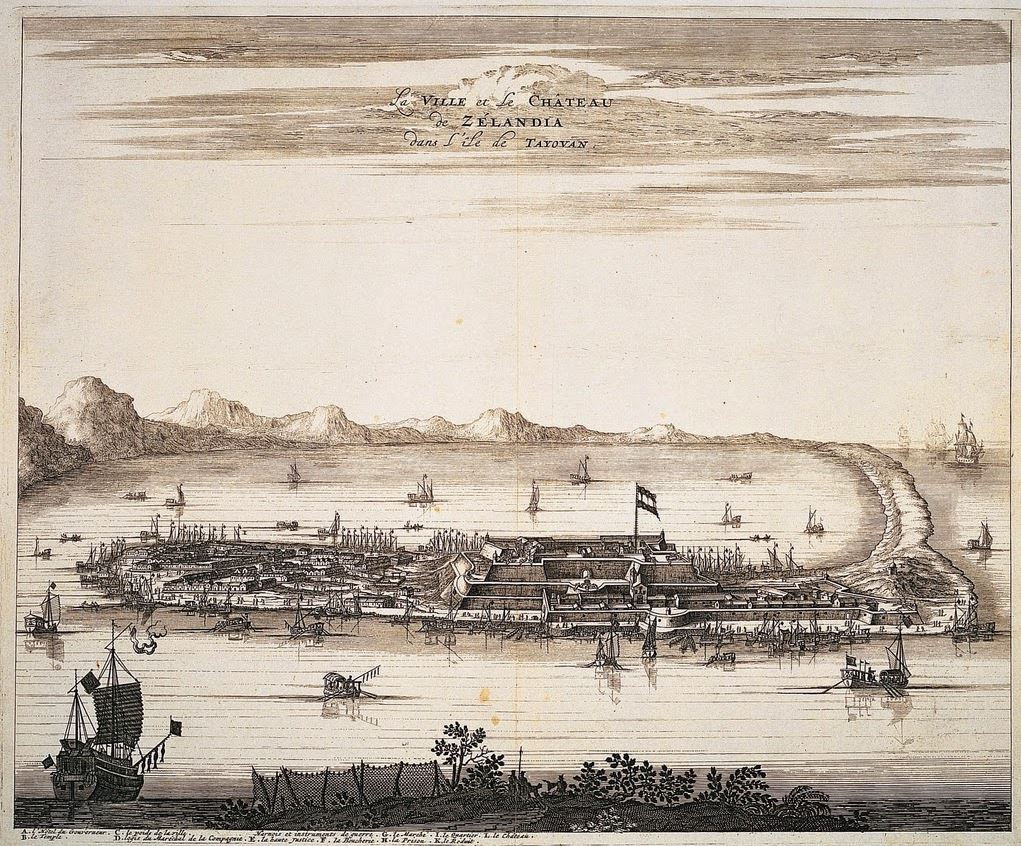
1670年歐弗特·達波（荷兰语：Olfert Dapper）繪製的熱蘭遮城
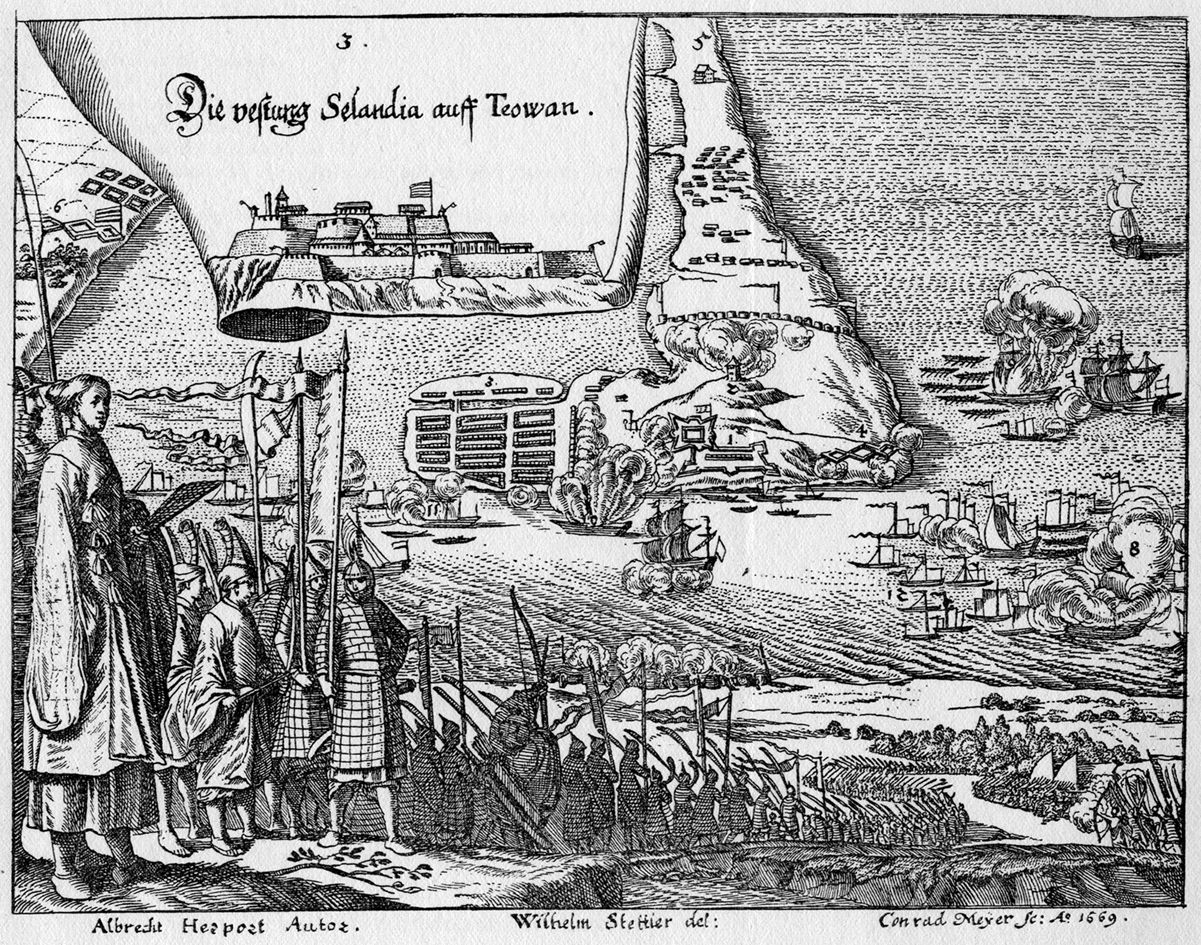
1669年赫伯特（Albrecht Herport）《東印度旅行短記》（Ostindianische Reißbeschreibung）書中的鄭成功攻臺之役插圖，此為少數有繪出1660年揆一在下堡所增建東北稜堡的繪圖
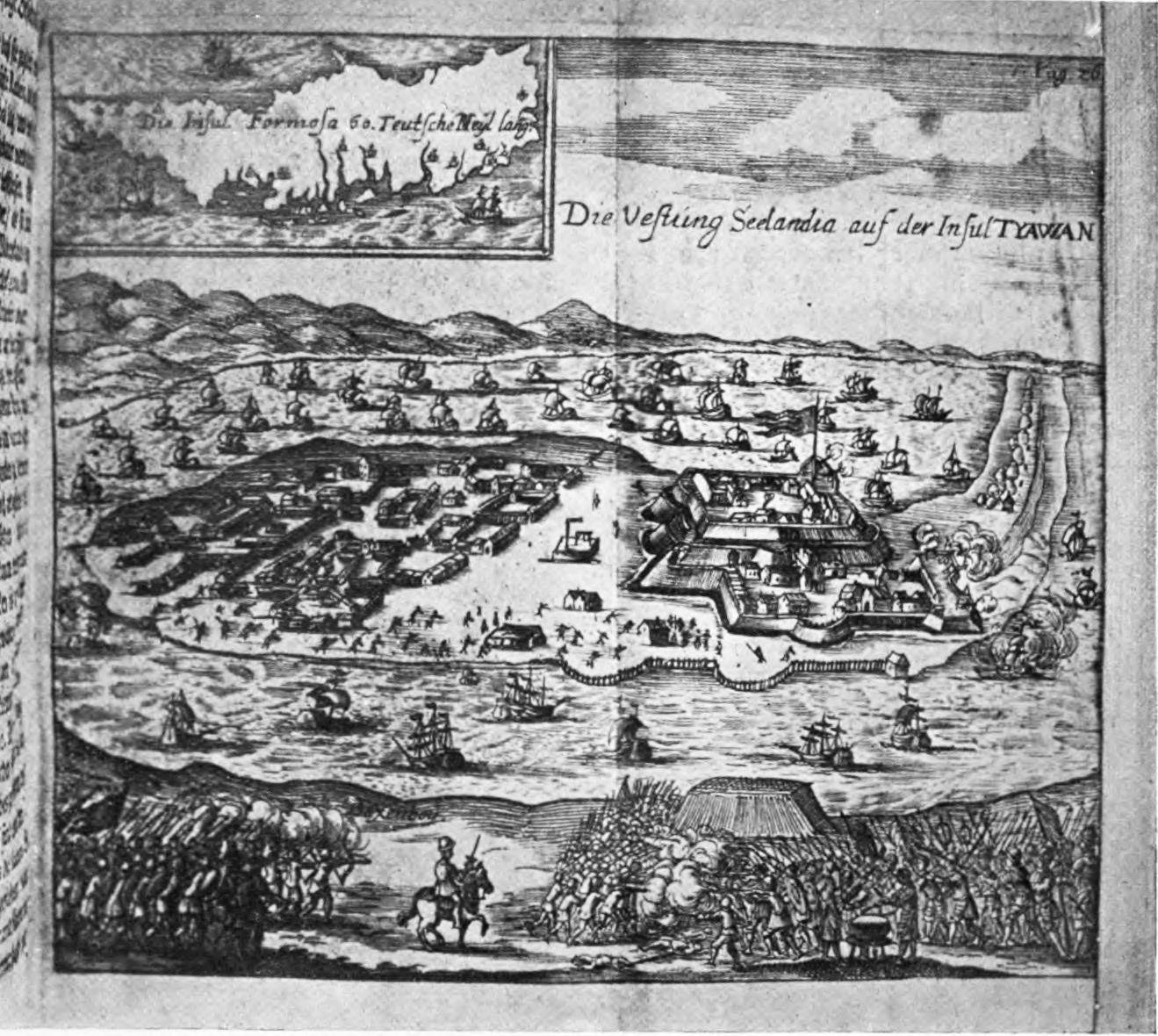
1908年 Twentieth century impressions of Hong-kong, Shanghai, and other Treaty Ports of China 書中的鄭成功攻臺之役插圖

### 明鄭時期

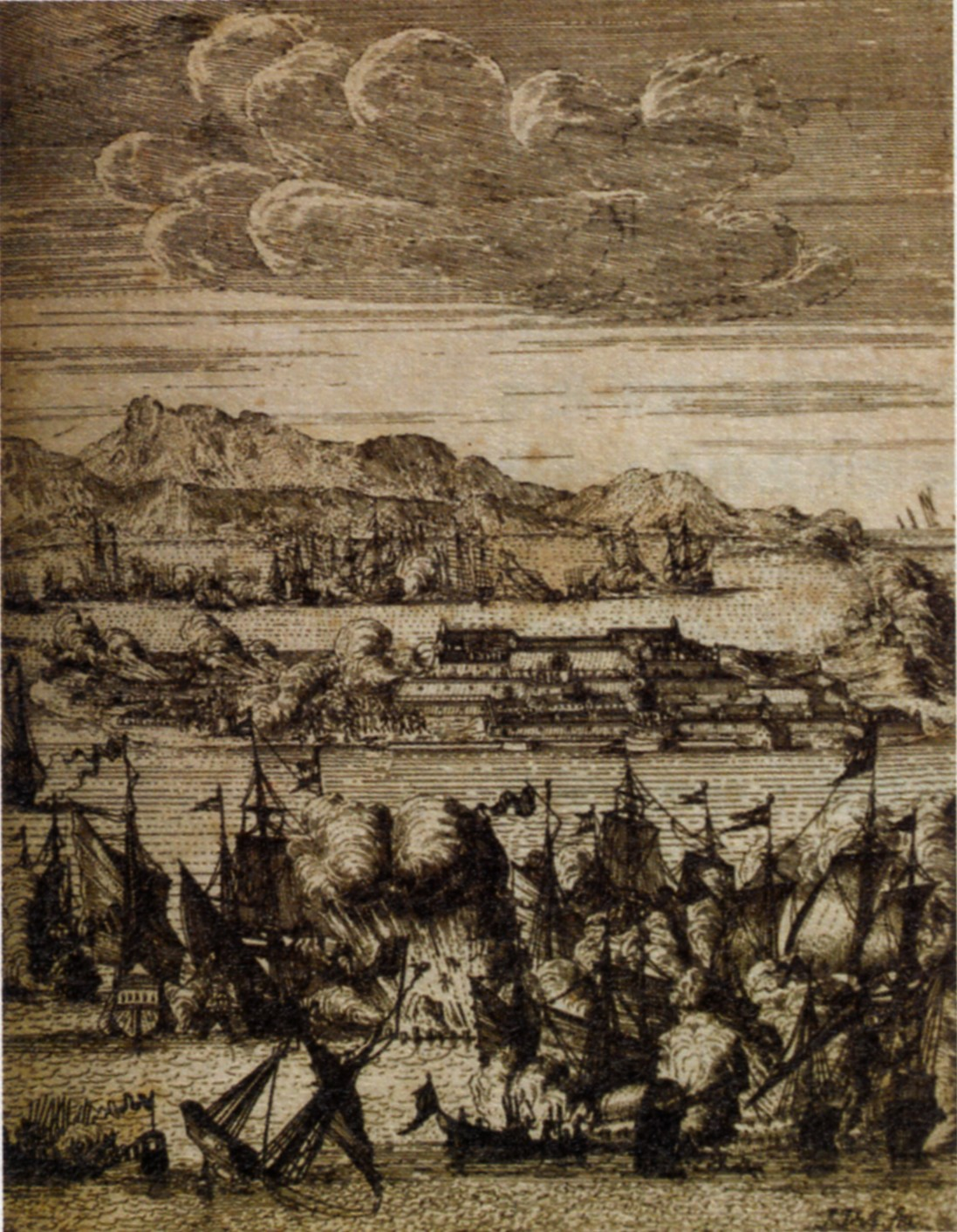
1675年出版的揆一《被遺誤的台灣: 荷鄭台江決戰始末記》書中插圖，描繪台江內海海戰。

東征前的明鄭文獻已將此地記為「臺灣」，普羅民遮城記為「赤崁城」，熱蘭遮城、熱蘭遮市街記為「臺灣城」、「臺灣街」；今日臺灣之稱呼即由明鄭肇始。
1661年3月底，延平王鄭成功親率由泉漳兩府鄉親官兵組成的25,000大軍自同安縣調度部署，4月21日在金門集結航渡臺灣海峽，4月30日由鹿耳門水道進入臺江內海發動攻臺之役。在5月1日海戰中，數百艘戰船與荷方兩艘船艦與兩艘小艇對戰，荷艦奮戰後一艘自爆，餘艦奮戰後終寡不敵眾敗逃，此役鄭軍有一千名軍士陣亡；陸戰中，荷方駐台最高階武官與一百多名軍士無視熱蘭遮城發出的撤退命令下，在北線尾遭四千多名鄭軍圍攻戰死。此後鄭軍隨即登陸並於數日內攻下普羅民遮城、進軍大員市街，從鯤身半島、海面以及北線尾三方進逼熱蘭遮城。在5月25日圍城戰中，鄭軍陣亡超過千人、受傷七八百人仍未能攻下熱蘭遮城。然而志在必得的鄭成功仍於5月29日（五月初二）提前設置建制，改赤崁城為「東都明京」（之後鄭經再改名為東寧），設一府二縣（承天府，天興縣、萬年縣），以其第二故鄉泉州府晋江縣的「安平」，「改臺灣為安平鎮」，並設置朝廷審判劫掠臺灣民眾財產的將領，處死吳豪、革職陳蟒。此後改變戰略為封鎖熱蘭遮城，派軍赴各地屯軍。8月，9艘船艦載運725名荷蘭援軍來到台灣，各地鄭氏屯軍被當地原住民攻擊而將士2到3千人戰死。9月16日，主動出擊的荷蘭援軍與鄭軍交戰不利，雙方各有一百多人陣亡。12月，荷蘭援軍指揮官攜帶精良兵力、軍火和糧食臨陣逃脫返回巴達維亞，熱蘭遮城士氣幾乎潰散，陸續有荷軍為求活命向鄭軍投降。
封鎖直到次年1662年1月25日，鄭軍由投降荷軍的情報從北、東、南三面砲轟烏特勒支碉堡和熱蘭遮城，同時派出16艘戰船來到熱蘭遮城附近的碼頭，以掩護攻城部隊順勢奪取烏特勒支碉堡。此役徹底瓦解了荷軍士氣，1月27日，大員評議會決議放棄一切抵抗，要求和談。雙方便開始協商和談內容。鄭成功表示在9個月的圍城期間已耗費巨額花費，要求荷方交出熱蘭遮城，裡面所有的財物作為賠款。2月1日，雙方代表到大員街依照習俗，舉行誓約、簽字、蓋章等程序，完成《鄭荷之戰荷蘭降書》的締約。
最終在2月9日，2000名荷蘭人登上8艘荷蘭船艦，揆一在海灘上將熱蘭遮城的鎖匙交給鄭氏官員，鄭成功也進入熱蘭遮城接收堡壘以及裡面的財產，正式將荷蘭人逐出臺灣，建立了臺灣歷史上第一個漢人政權。這場戰爭結束了荷蘭東印度公司在台灣的經營，開啟了明鄭政權對大員的統治，離開的荷蘭人則在歷經1個多月抵達巴達維亞城。
鄭氏接收已改名為安平鎮的熱蘭遮城，做為延平王府邸使用。鄭氏王朝三代統治者均駐居此城，故又叫「王城」、「延平王城」，而安平六角頭中的「王城西社」也因而得名。傳說鄭成功將熱蘭遮城的北門封閉，在南側城牆上開闢南門，以春秋時鄭國有䦖𨳺之門的典故，命名為䦖𨳺門。

### 清代時期
1683年（康熙二十二年）當清軍入臺後，臺灣的政治重心移至府城內，使得安平鎮城的重要性日減，而牆垣也多傾圮失修，安平城逐漸荒廢。
1718年（康熙五十七年），鳳山縣知縣李丕煜在城內修建台灣水師協衙門，前為門，中為堂，後為署，旁列小屋數間，並設軍裝局，貯存火藥軍裝，未使用的部分則成為堆置雜物的處所，官民為修建房舍也常破壞城牆，掘取磚塊。城北面臨海一帶，短牆坍塌，潮水齧城基，1733年（雍正十一年），協鎮陳倫炯砌之。
1748年（乾隆十三年），協鎮沈廷耀於外城南門內建造兩間塘房，撥兵防守。1749年（乾隆十四年），城西北海岸沖崩計一百八丈，邑監生方策捐銀三百兩築沙堤，協鎮沈廷耀成之。1868年，清英爆發樟腦戰爭又稱樟腦糾紛事件，英國軍艦來犯，船砲命中城內軍火庫引發爆炸，城牆隨之而毀，之後遂成廢墟。1874年，欽差大臣沈葆楨來臺處理「牡丹社事件」與日本人進行交涉，並將安平城外城的牆磚運至「二鯤鯓」建立「億載金城」。
1871年約翰·湯姆生拍攝熱蘭遮城影像，記錄到北門上刻（熱蘭遮城，建於1634年）

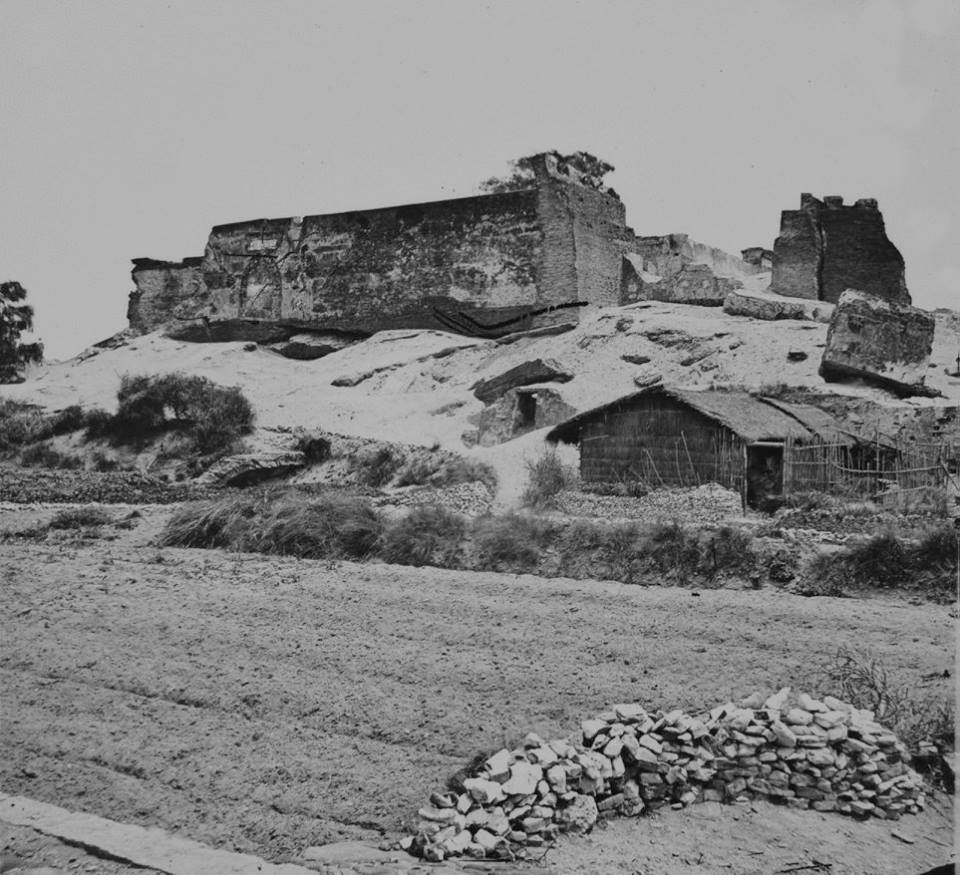
1871年由約翰·湯姆生拍攝的熱蘭遮城舊照
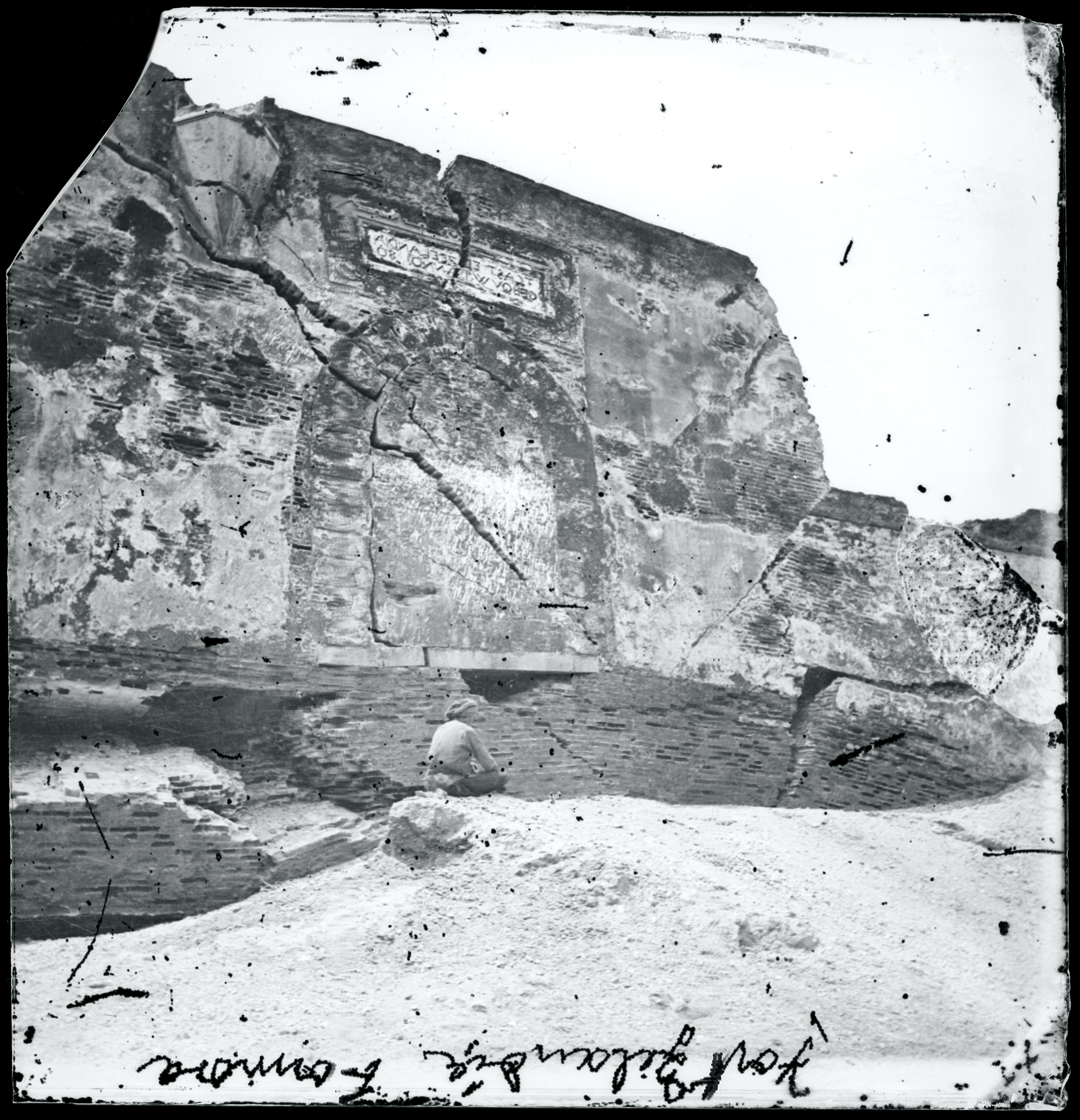
1871年約翰·湯姆生拍攝的熱蘭遮城北門影像（此圖左右倒置）
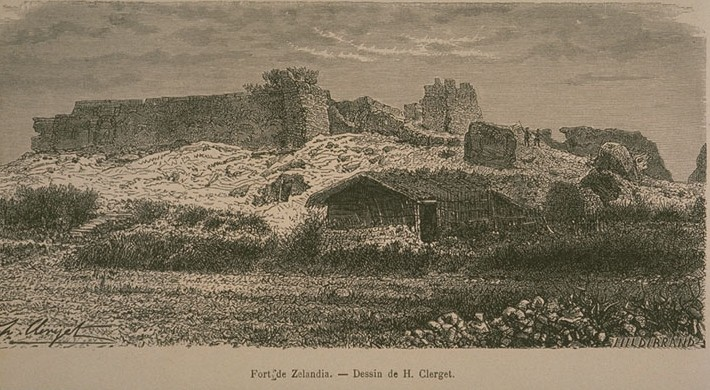
1875年來自約翰·湯姆生影像的熱蘭遮城石版印刷

### 日治時期
日本統治時期，1897年，日本人將內城的斷垣殘壁剷平，以紅磚圍繞成階梯平台，在平台上建造日式房舍作為安平海關長官宿舍。1908年，原設於安平埠頭的安平燈塔改設於平台上。
昭和五年（1930年）10月26日，因應紀念興建普羅民遮城興建300年，臺灣總督府舉行「臺灣文化三百年紀念會」活動，將熱蘭遮城平台周圍官舍民房全部拆除，並將海關宿舍改建為西式洋房以作為展覽及招待來賓的場所，並為了頌揚1628年日人濱田彌兵衛的事蹟，於磚台入口處立了一簡單紀念碑，:132後因軍事海防需要又增建瞭望塔建築。
昭和八年（1933年）11月26日，臺灣總督府依照〈史蹟名勝天然紀念物保存法〉，將熱蘭遮城址（城址）指定為國家級史蹟，禁止任意破壞與改建。，加上新建展覽館及臺灣史料館（原稅務司公館）提供展示空間與文物陳列。使此處成為學校師生及一般民眾觀光旅遊聖地。:135日本學者村上直次郎和日籍建築師栗山俊一在此時期也曾進行對於原熱蘭遮城遺跡及相關史料之相關研究。
大約在昭和十一年（1936年）至昭和十四年（1939年），建造有碑座的紀念碑，刻有「贈從五位濱田彌兵衛武勇之趾」，立碑人為臺南州知事川村直岡。:132
二戰末期，日本政府於昭和十九年（1944年）左右興建防空監視所（即防空瞭望塔）。此防空瞭望塔的外觀直到戰後民國六十四年（1975年）才被改建。:144-145

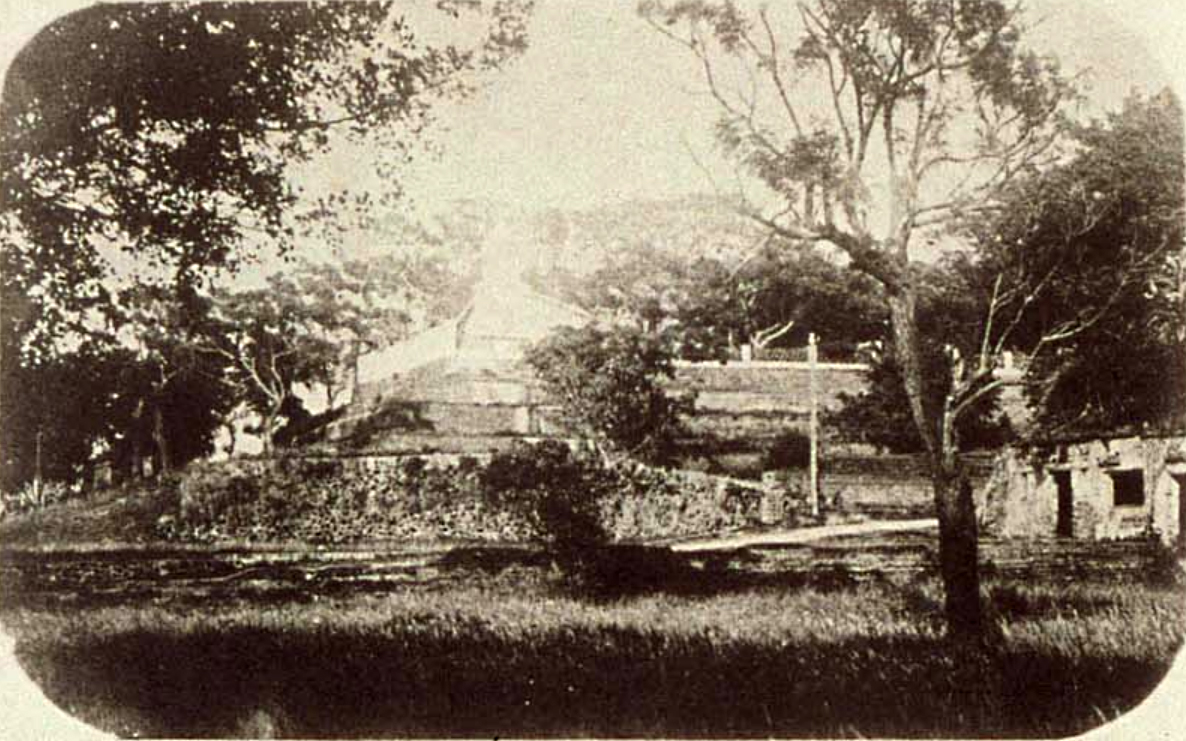
日治時期在熱蘭遮城城址上建造的紅磚平臺及安平燈塔
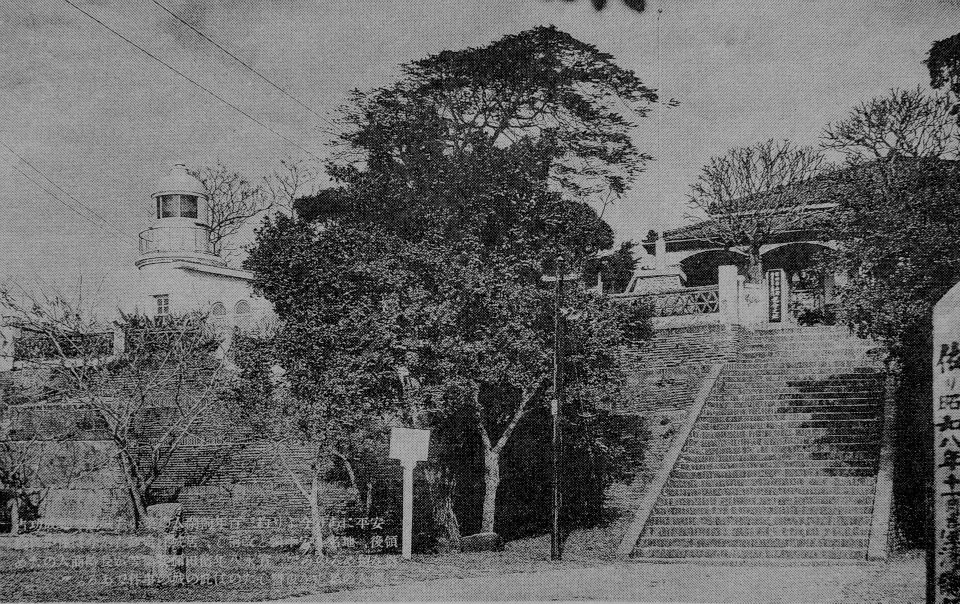
日治時期的上建造的紅磚平臺、海關宿舍（今安平古堡史蹟紀念館）及安平燈塔
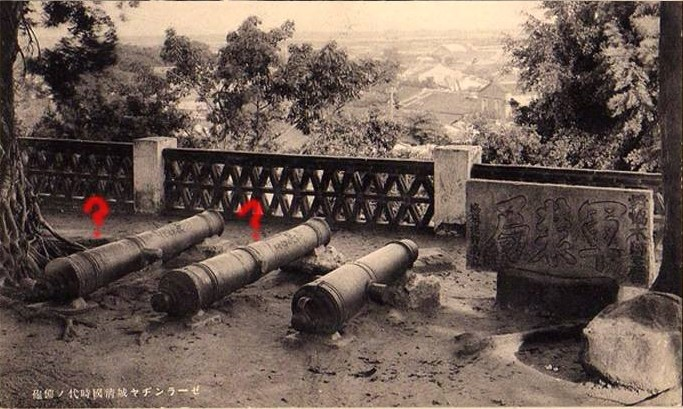
日治時期安平古堡收藏的大砲和軍裝局碑
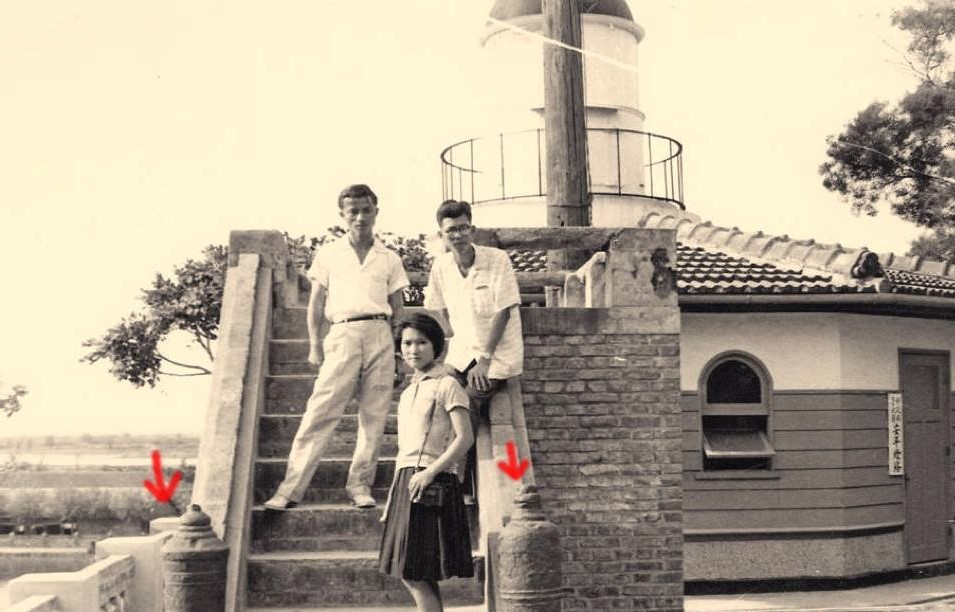
日治時期設立的安平燈塔，今已拆除遷址

### 戰後至今
第二次世界大戰以後，國民政府將該城改名為「安平古堡」。1975年，張麗堂市府推行「台南觀光年」，於1975年至1977年由臺南市政府推動「臺南市名勝古蹟整修三年計畫」進行整體環境整修計畫。於1975年增建了三角紅頂的四層樓高瞭望台。由於增建價格過高（上面兩層價格新臺幣63萬、瞭望台90萬，同期的市長公館整修才四十餘萬），引起議會專案小組認為造價偏高。此外該瞭望台也被批評不倫不類，「把觀光弔古的氣氛完全破壞無遺」、「是修建古蹟的最大敗筆」。
1983年12月28日，中華民國內政部公告第一批15座一級古蹟名單，台灣城殘蹟名列其中。1997年5月，《文化資產保存法》修法後，不再區分為一至三級古蹟，而採用國定、直轄市定、縣市定三級。台灣城殘蹟改為國定古蹟。
自1993年及2003、2006年起，臺南市政府曾委託建築師、教授等學術及考古團隊進行對於熱蘭遮城遺跡群的調查。2001年9月，臺南市政府推動「安平港國家歷史風景區」計畫，以非破壞性的透地雷達探測，獲知多處內城牆基遺址，並自2003、2006年起委託建築師、教授等學術及考古團隊進行對於熱蘭遮城遺跡群的調查。2004年，臺南市政府將外城遺蹟以「熱蘭遮城城垣暨城內建築遺構」之名列為「市定古蹟」。
近年，臺南市政府以「台南400年－文化資產場域再現計畫」向文化部文化資產局申請再造歷史現場專案計畫，其中「熱蘭遮城與大員市鎮考古發掘調查研究計畫」則透過史料、套圖測繪安平鎮區域，並在實行後陸續在安平區石門國小、劍獅埕及安平古堡園區周邊發掘出熱蘭遮城西牆遺跡以及城外水道遺跡。
2022年10月11日，中華民國文化部文化資產局古蹟審議委員會，決定將安平古堡內兩處國定古蹟，包括「台灣城殘蹟」及「熱蘭遮城城垣暨城內建築遺構」，合併為一處，並更名為熱蘭遮堡，目前尚未正式公告。「安平古堡」名稱不變，調整的僅為國定古蹟名稱。原兩處古蹟分別在1983年和2004年設立，但經過新的研究與考古挖掘，確認兩處古蹟同屬於荷蘭人興建的熱蘭遮堡。新列入的遺構總計有10段舊城，預計會再增加。

## 形制
熱蘭遮城的結構占地2.5公頃，其建築群包括「內城」和「外城」系統。其佈局則發展自16世紀末的舊荷蘭防禦系統結構配置，內城為方形三層建築。最底層作為儲存彈藥、糧食等物資使用。第二層則為一堵城牆環繞周圍，每一面城牆中央設有一個半圓形突出的半月堡以加強城堡的防禦。三樓之上則是東印度公司在臺的行政中心，旗下設施則包括辦公室、駐軍營房和教堂等，內城外圍設有城牆，四個角各有一個突出棱堡，四個棱堡各命名為菲力辛根棱堡（Vlissingen，東北角）、安納麥頓棱堡（Amsterdam，西北角）、密特棱堡（Middelburch，西南角）及甘博菲爾棱堡（Camperveer，東南角），個別配置三門大砲，另外在密特棱堡處設置一個觀測所。
此外內城兩角之中間有北、東、西三門，提供人員進出城堡使用。
外城則為長方形碉堡，與內城西北處相連，外城設有有兩個棱堡及一個半月堡，其西北角棱堡名為荷蘭地亞棱堡（Hollandia)、西南角稱為黑德爾蘭棱堡（Gelderland），並裝備數門大砲。外堡內設有提供人員居住的住宅、醫院和房屋等；廣場則作為交易場所使用。1661年，為強化堡壘東側之防禦，又在東北角興建一座小棱堡。

### 長官公署
荷蘭長官公署位於內城，依照荷蘭第四任臺灣長官漢斯·普特曼斯所留下的書信，該建築約在1635–1636年之間興建，其建築設計者普特曼斯的岳父暨軍事設計師大衛·德·索勒姆（David de Solemne）。
長官公署主體為地下一層、地上二層的建築，入口上方掛有荷蘭東印度公司徽章，地下室作為內貯存窖內是貯存貨物的空間，一層作為當時臺灣長官、高級職員與其家屬會客、辦公、住宿空間，二樓則作為儲藏布料與其他貴重貨物的倉庫。其屋頂結構最初因應考慮城堡的射擊視野而設計成平面狀，後更改成斜屋頂狀，並設有四門大砲作為防禦使用。該建築物也設有能夠連結內外城的室內通道。

### 構築工法
熱蘭遮城的建材結構是荷蘭東印度公司所鋪設，從巴達維亞進口的紅磚原牆，該結構是以糯米、糖漿、砂、蚵殼灰等材料製成的三合土混合砌磚而成。也就是一般所稱的糯米牆。其荷蘭磚在製作時則經過十天在窑中燒製，其質地堅實緻密，呈現鮮豔的紅色，其構築上即十分堅固，同時因先民曾稱荷蘭人為「紅毛人」，因該磚而又稱為「紅毛土」，該技法同樣也引用在普羅民遮城的建造中。
在砌磚上，熱蘭遮城使用荷蘭式砌磚工法，是為了避免磚砌體兩層出現通縫的砌法之一，主以一層順砌、一層低砌，相鄰處的紅磚則以交錯、以隔層相對應砌成。
此外，因應臺江內海地域因素，荷蘭人在興建城堡時使用名為「壁鎖」（臺灣民間俗稱：鐵鉸刀、鐵剪刀）的金屬構件，安置在山牆上，該構建能夠將外牆壁體及屋內木梁達到緊密的結合，以防止結構傾斜坍塌，確保建築體的穩固性。

## 現存設施

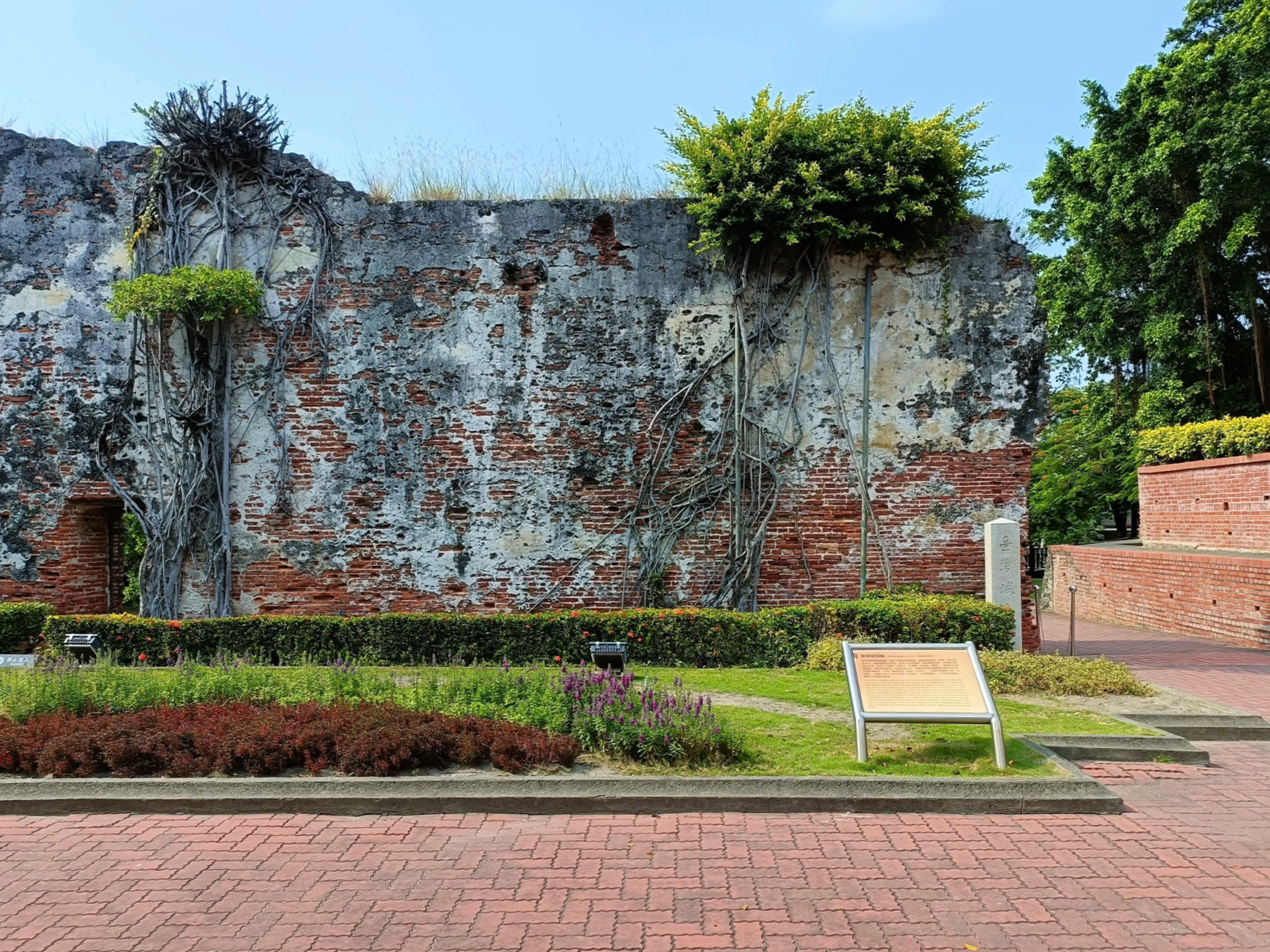
原熱蘭遮城外城南側城壁殘蹟
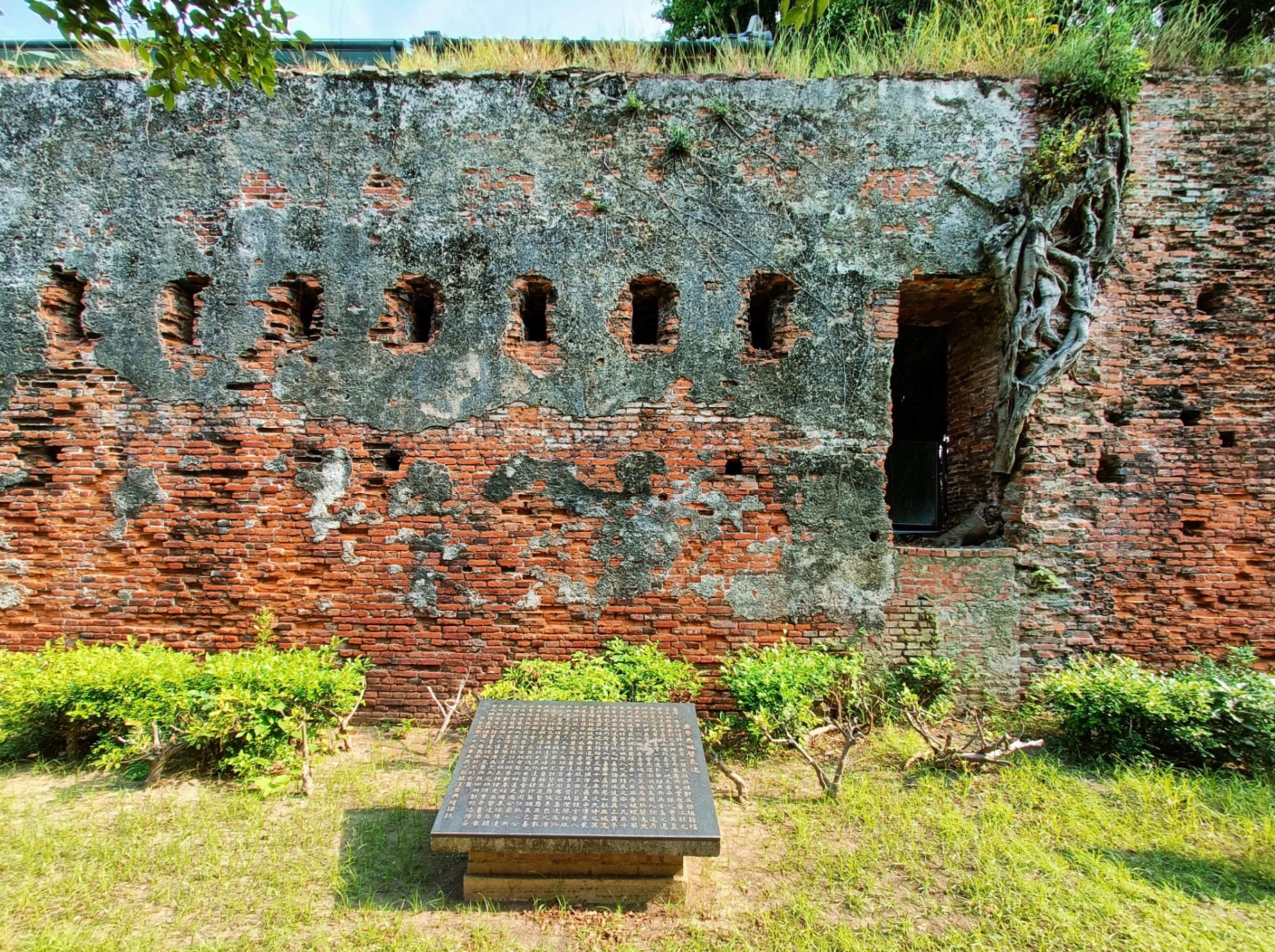
原熱蘭遮城外城南側城壁殘蹟，右側大門為鄭成功在復臺後於南牆新造的「䦖門」。
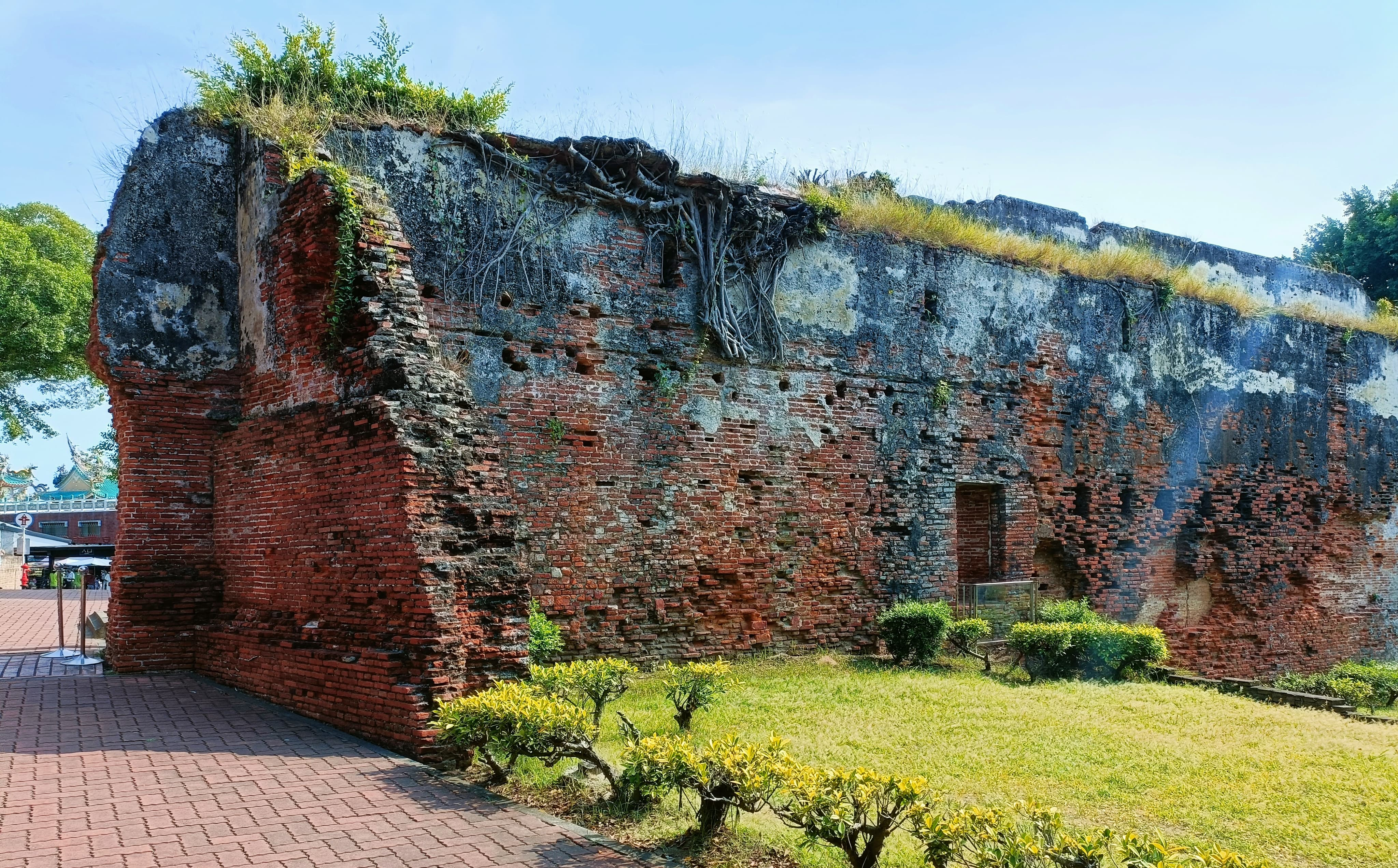
原熱蘭遮城外城南側城壁殘蹟
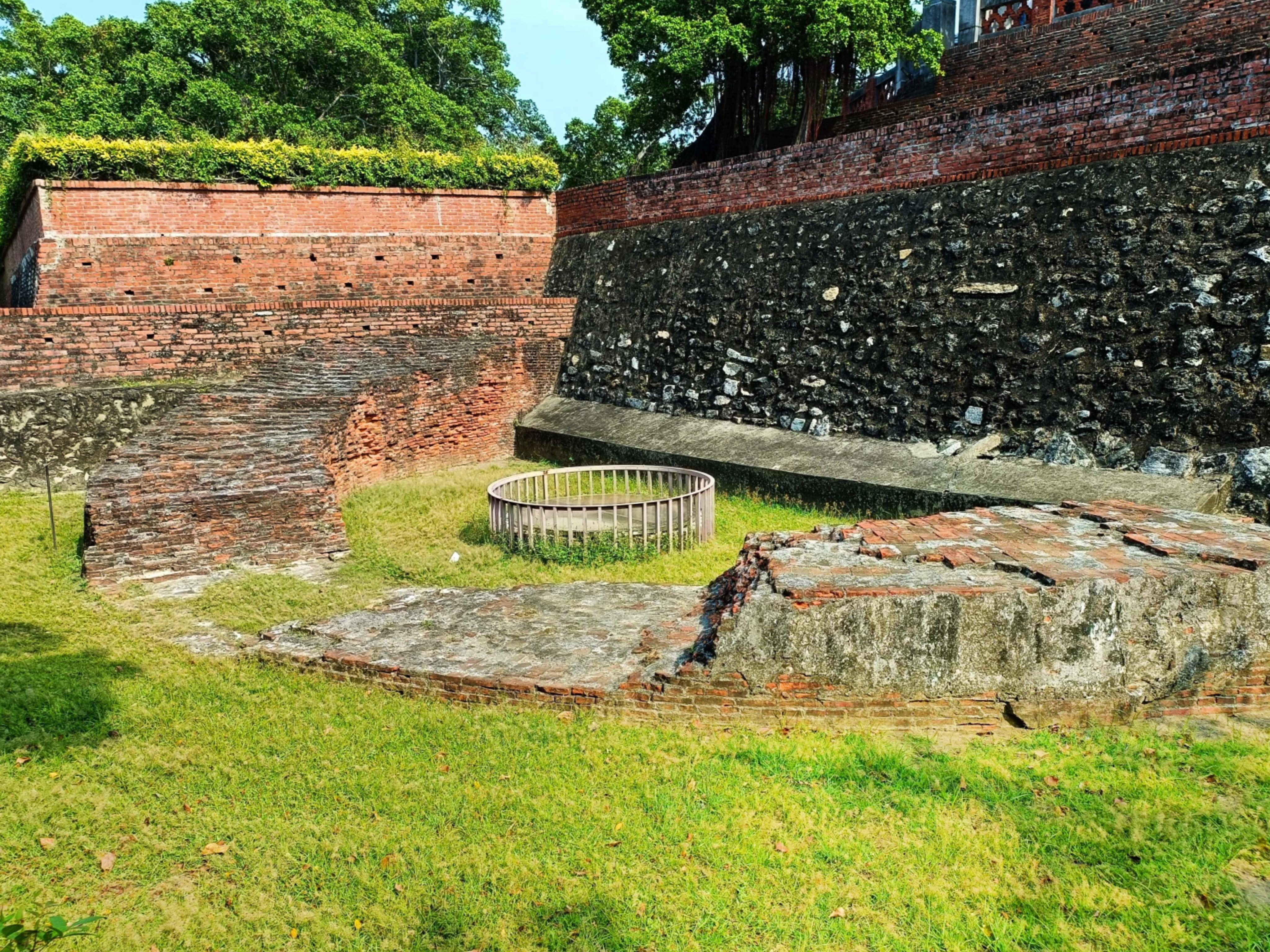
原熱蘭遮城內城北側半圓形稜堡殘蹟

現今的安平古堡主體，是由熱蘭遮城主體殘蹟、史蹟紀念館（原安平稅關官舍）、瞭望臺、安平稅務司公館及其他歷史遺跡所構成。
1979年7月，台南市獅子會曾因紀念鄭成功開台之功績，於南側城壁殘蹟附近闢建「安平古壁史蹟公園（現稱安平古堡史蹟公園）」，該園區設有鄭成功開拓史、古代中國神話浮雕。此公園由蘇南成支持，楊英風規劃園區設計，臺灣臺南市文獻委員會創會委員黃典權撰記公園述史，吳照明隸筆書丹，以及姊妹會日本尼崎東暨鹿兒島薩摩獅子會贊助。

### 熱蘭遮城主體殘蹟
目前熱蘭遮城大部分城牆皆已拆除，所保存的遺構群則包括：外城南側城壁殘蹟、內城北側半圓形稜堡殘蹟、外城北段城壁殘蹟、外城西南稜堡壁（黑德爾蘭堡遺跡）與極少附屬遺構。
外城南側城壁殘蹟位於安平古堡園區內部，是目前熱蘭遮城保存最為完好的遺構，該城牆總長約65.8公尺，目前遺跡上仍保存三處「壁鎖」結構，以及鄭成功在占領臺灣後於南牆新造的「䦖門」。內城北側則保存一處半圓形稜堡殘蹟，該殘跡保留被稱為「古井」的圓型建築結構，近年經學者研究後則被推測可能為內外城之間的通道。
外城北段城壁殘蹟位於安北路153巷25號民宅，約高2公尺，長38.7公尺，該城牆原面臨大員港道，主要作為控制貿易船隻進出路線使用。該城壁保存了西北城門，最初是作為當時人貨通行要道使用，現已經被水泥封閉。西南稜堡壁（黑德爾蘭堡遺跡）則位於安平西㡣殿後方，約高5.4公尺，長15.15公尺側立面結構。
2003年至2005年間，臺南市政府進行「第一級古蹟台灣城殘蹟(原熱蘭遮城)城址初步研究計畫」時於安平古堡園區進行七個深坑挖掘，並其中發現大量的考古遺跡，包括位於內城西北角的第二號深坑（磚牆堆疊結構、日治時期排水溝遺跡），外城南牆處的第三號深坑（城牆地下基礎結構、擴座基腳結構）及內城西北角的第五號深坑（L行鈍角磚牆結構），並挖掘到十七世紀時期荷蘭、中國、日本、東南亞地區及歐洲地區陶瓷等古物。
2021年，在臺南市文化資產管理處考古中心的挖掘下，首度發現熱蘭遮城外城的西城壁遺構及排水系統。此外因民間整地因素，疑似外城東北角稜堡的殘跡也同被發現。

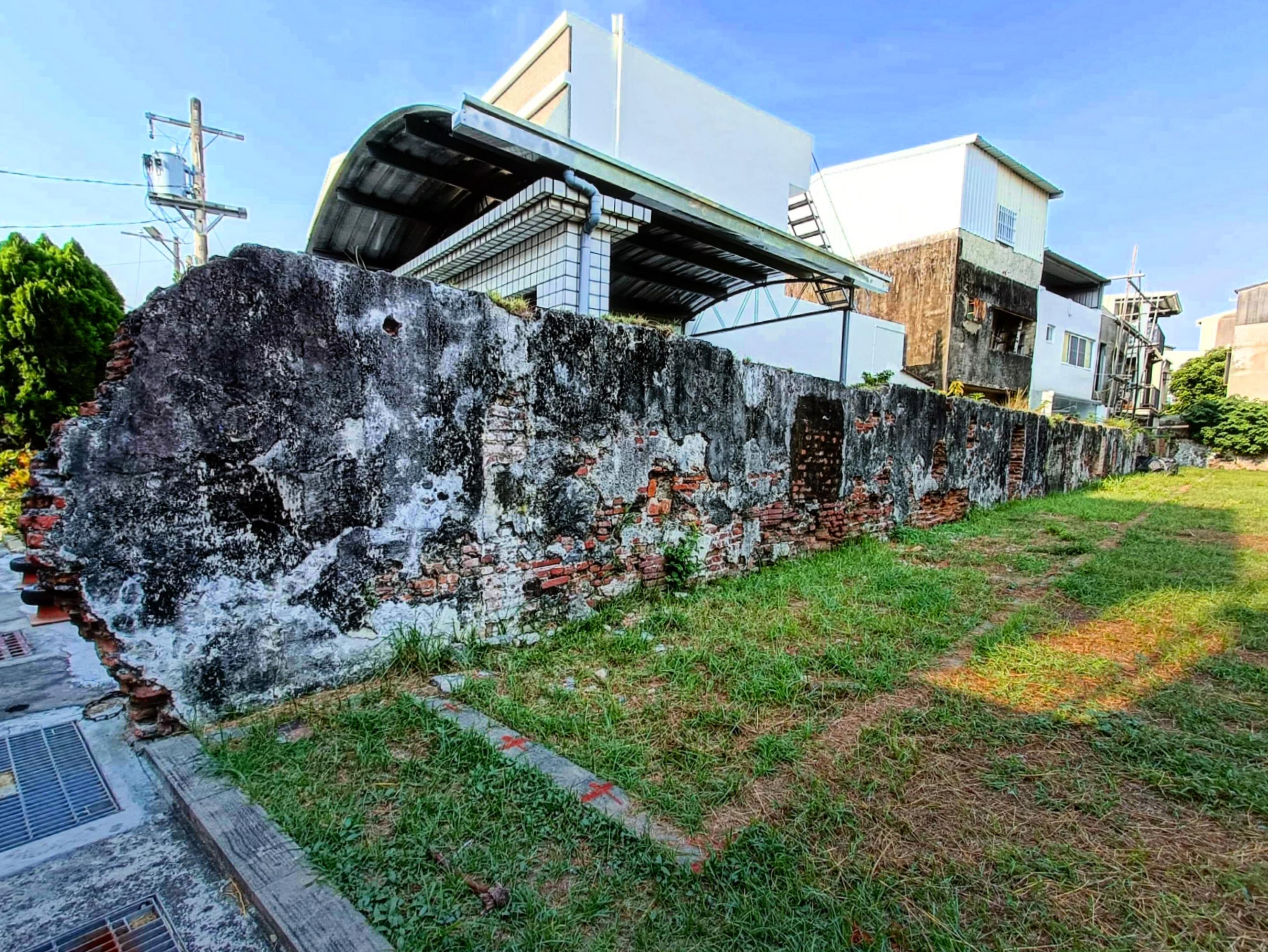
原熱蘭遮城外城北側城壁殘蹟
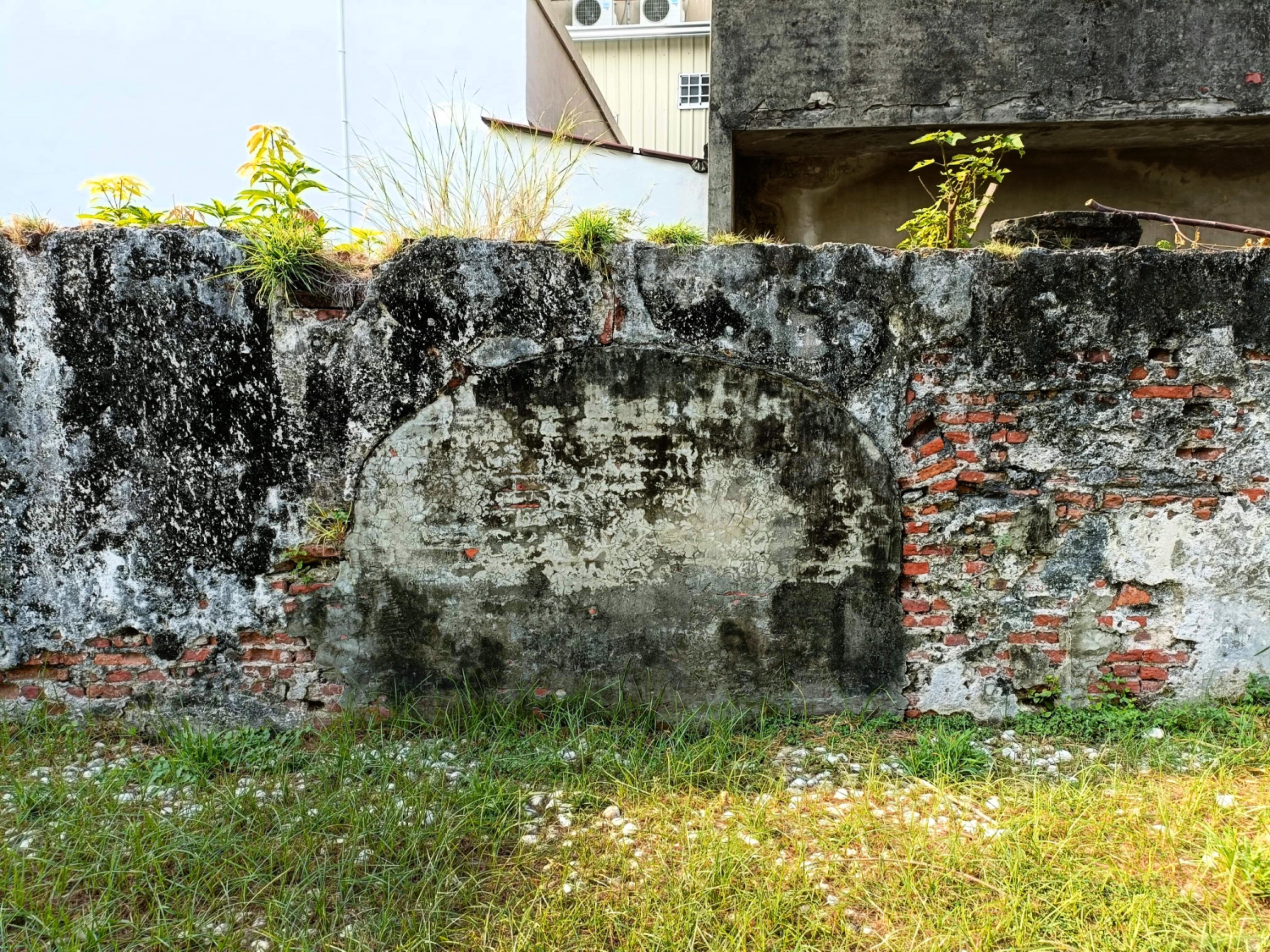
原熱蘭遮城外城北側城壁的疑似城門殘蹟
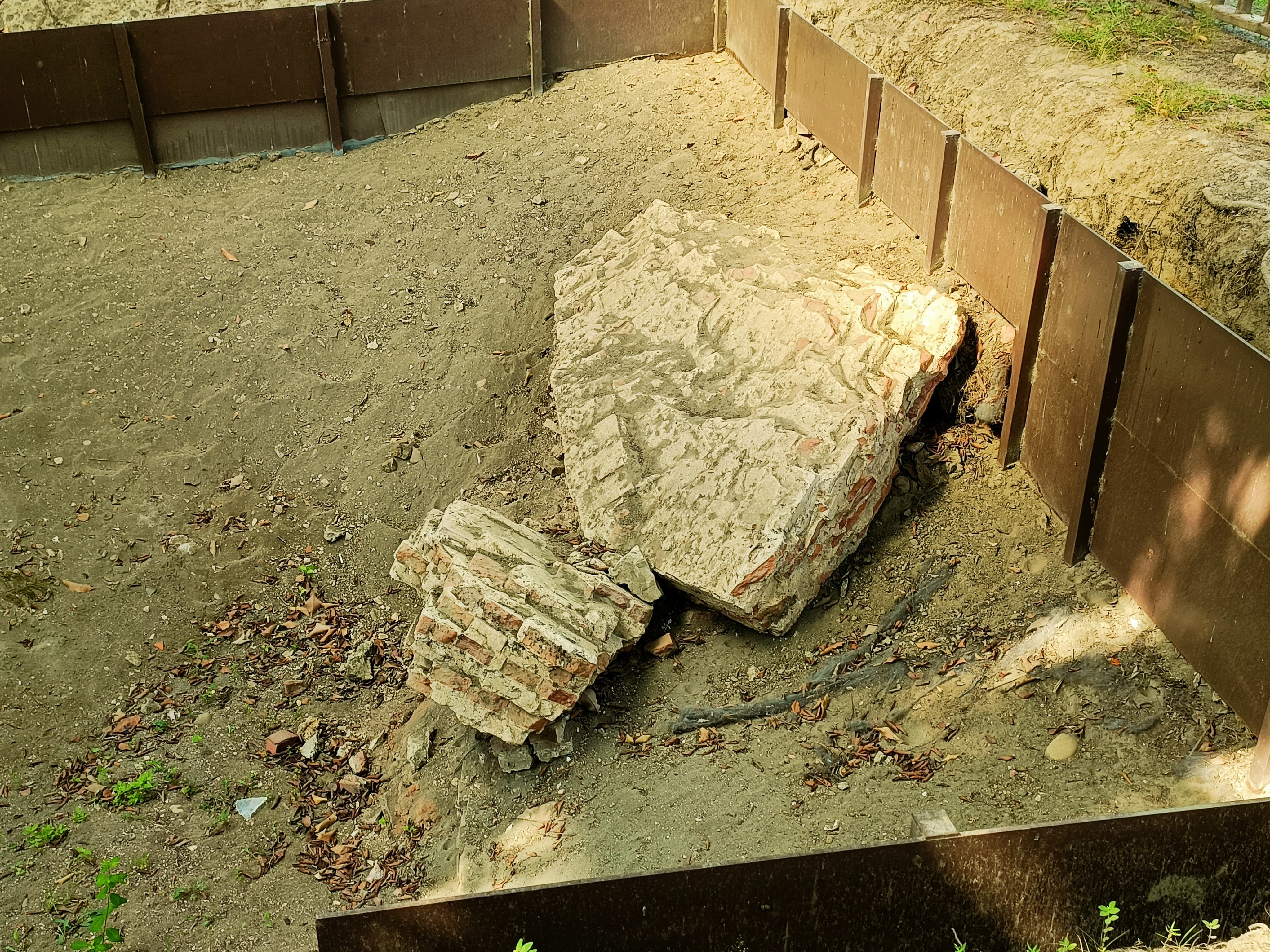
第五號深坑的L行鈍角磚牆結構
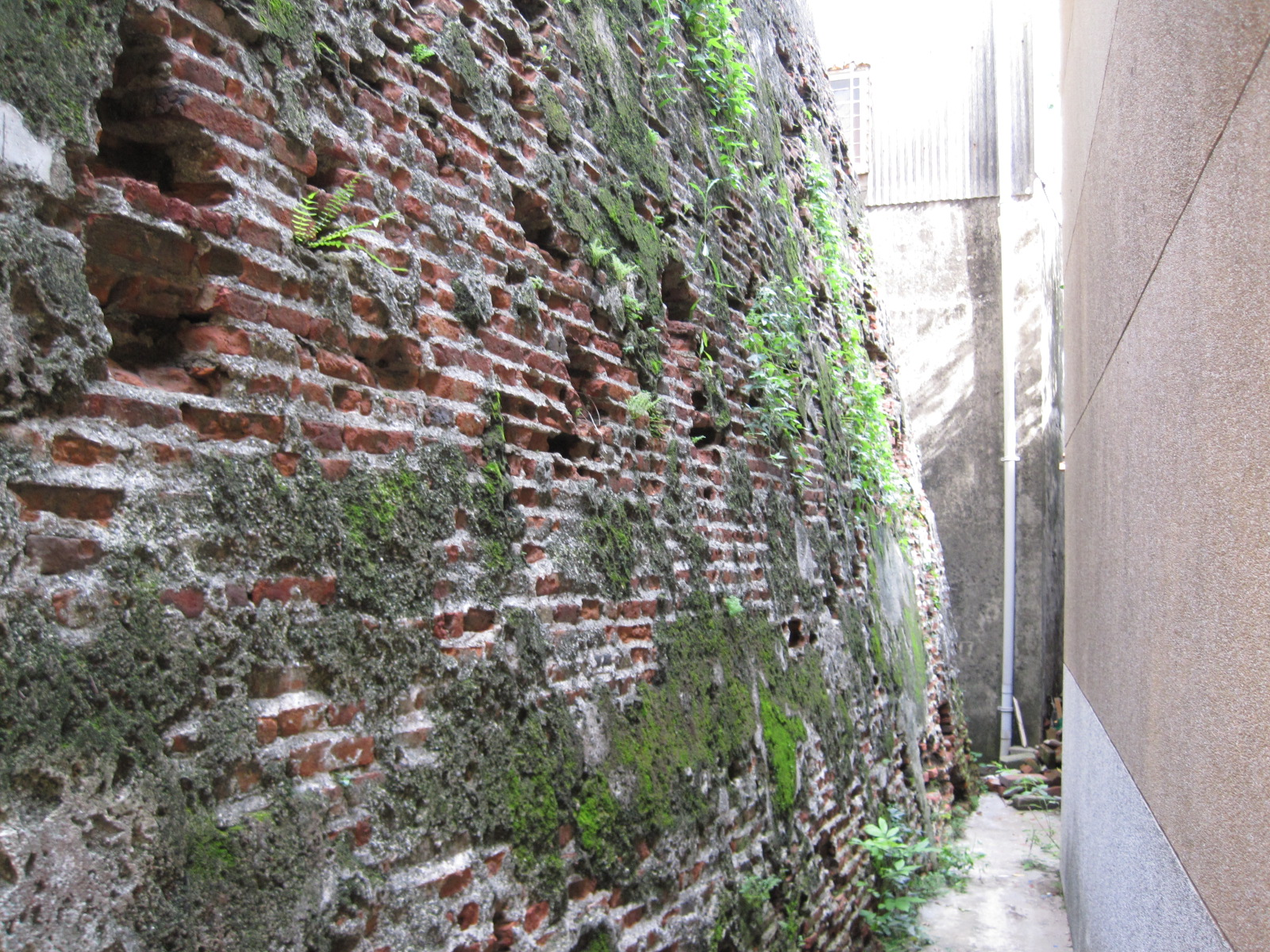
位於安平西㡣殿後方的西南稜堡壁殘蹟（黑德爾蘭堡）

#### 古井
荷蘭人曾在熱蘭遮城內開鑿數口水井以作為人員軍需的水源。根據文獻記載，熱蘭遮城曾設有北井、南井與西井，其北側也有兩口已填平或加鐵片覆蓋的水井。目前僅有西井保留，該井目前位於熱蘭遮城博物館入口右側，其井底因泥土填塞而乾涸。

### 史蹟紀念館

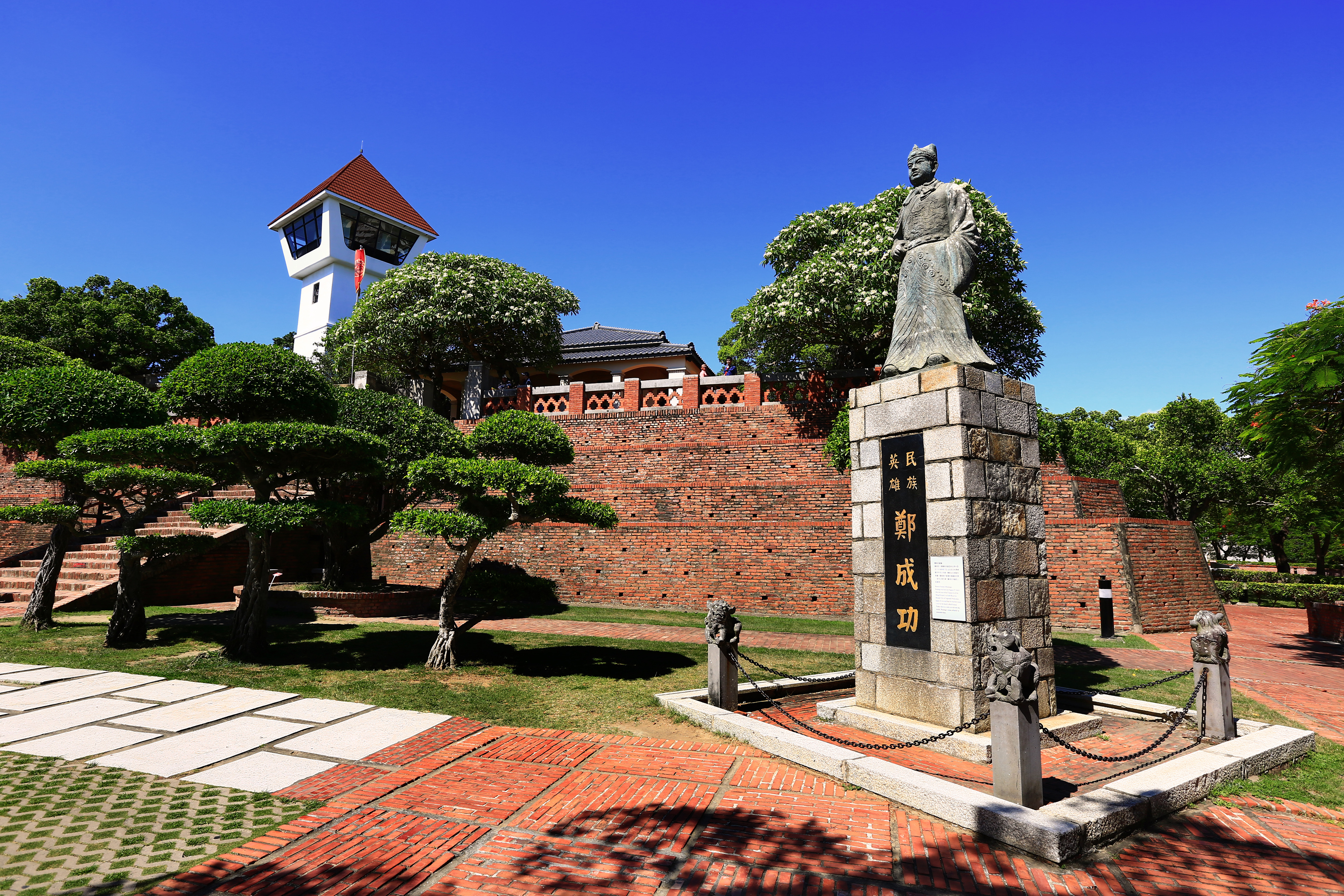
日治時期建造的紅磚平臺、瞭望臺、史蹟紀念館及鄭成功像
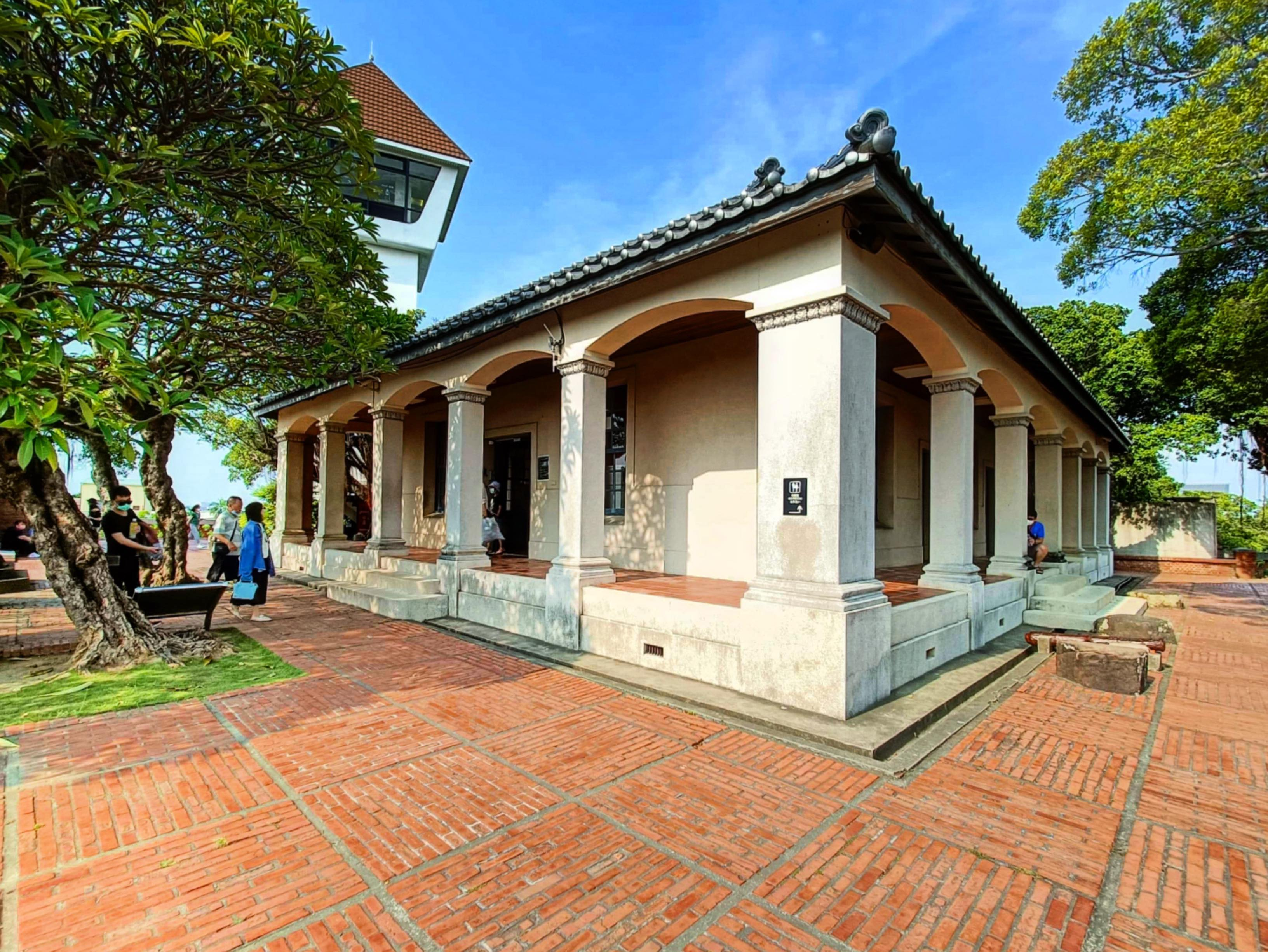
史蹟紀念館
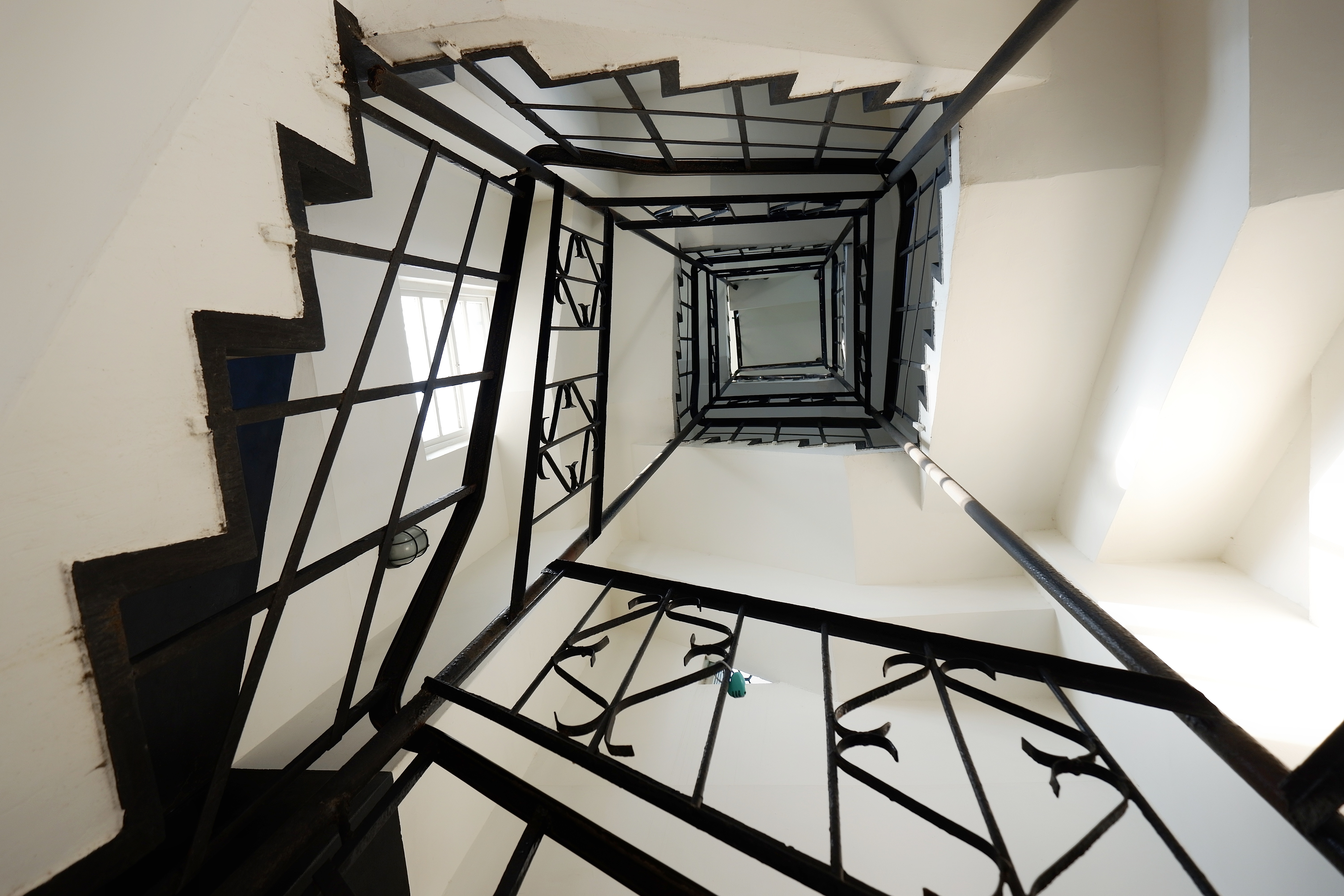
瞭望臺的螺旋樓梯
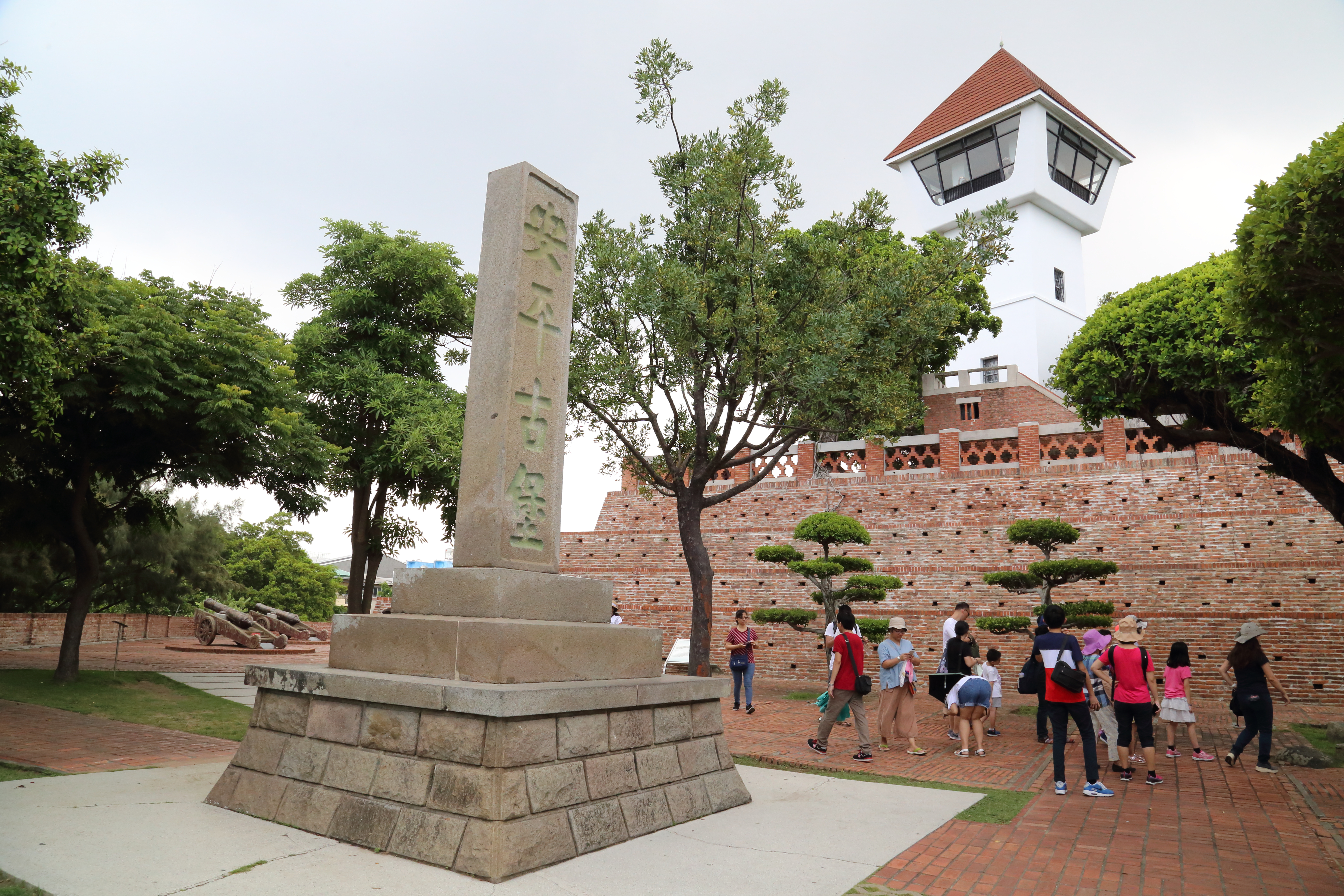
「安平古堡」石碑與瞭望臺

目前立於古堡殘跡平臺上的洋樓建築，是由1930年為舉行「臺灣文化三百年紀念會」所興建的史蹟紀念館，該建築物原址為1896年建造的原安平稅關官舍，後在1929年在總督府技師栗山俊一建議下，將官舍改建成以俱樂部形式的休憩所設施，作為陳列安平史料文物及展覽場所接待外賓之用
戰後初期，史蹟紀念館曾作為安平區長宿舍使用，1975年，史蹟紀念館在經重新整修後闢為展示空間，分別介紹安平地區臺灣荷蘭統治時期至今歷史和風貌。內容則安平廟宇古蹟分布圖、荷人的對外貿易、鄭氏史蹟、鄭荷條約、沈葆楨在臺事略等圖文資料；同時還展有熱蘭遮城、德記洋行、東興洋行、海山館、單伸手民宅等的模型。目前史蹟紀念館則作為展覽廳及販賣部對外開放參觀，另外館舍對面則在二戰後塑立鄭成功雕像一座。
史蹟紀念館旁設有一個以紅磚數階構成的瞭望臺，該瞭望台旁空間曾在1908年4月1日設立煉瓦石造構成的安平燈塔，在二戰後因海岸線變遷原因，該燈塔功能漸失，後於1960年停止運轉，直到1965年才將燈塔遷移至安平觀夕平台旁鐵塔使用。
此外，殘跡平臺過去設有木構造瞭望塔，可見臺灣海峽及出海口鹽水溪，後在第二次世界大戰期間興建磚造瞭望塔，直到1975至1977年間，臺南市政府推動「臺南市名勝古蹟整修三年計畫」將磚造瞭望塔上加上紅色尖型屋頂，並將牆面漆成白色後，即今日所見樣貌，目前也作為遊客遙望安平周圍景觀的設施開放參觀。

### 古物

#### 贈從五位濱田彌兵衛武勇之趾石碑
臺灣日治時期末期，因應為紀念1628年所發生荷蘭東印度公司日本貿易衝突的濱田彌兵衛事件的事蹟，日人於1941年3月23日於臺南海關宿舍前設立一石碑「贈從五位濱田彌兵衛武勇之趾」。
第二次世界大戰結束後，1946年6月9日，時任安平區副區長林勇接到市政府要撤除碑文內容的指示，因此該石碑原題字因而遭到撤去，改以第二任臺南市市長卓高煊所題款之「安平古堡」四字保留至今。

#### 軍裝局石碑

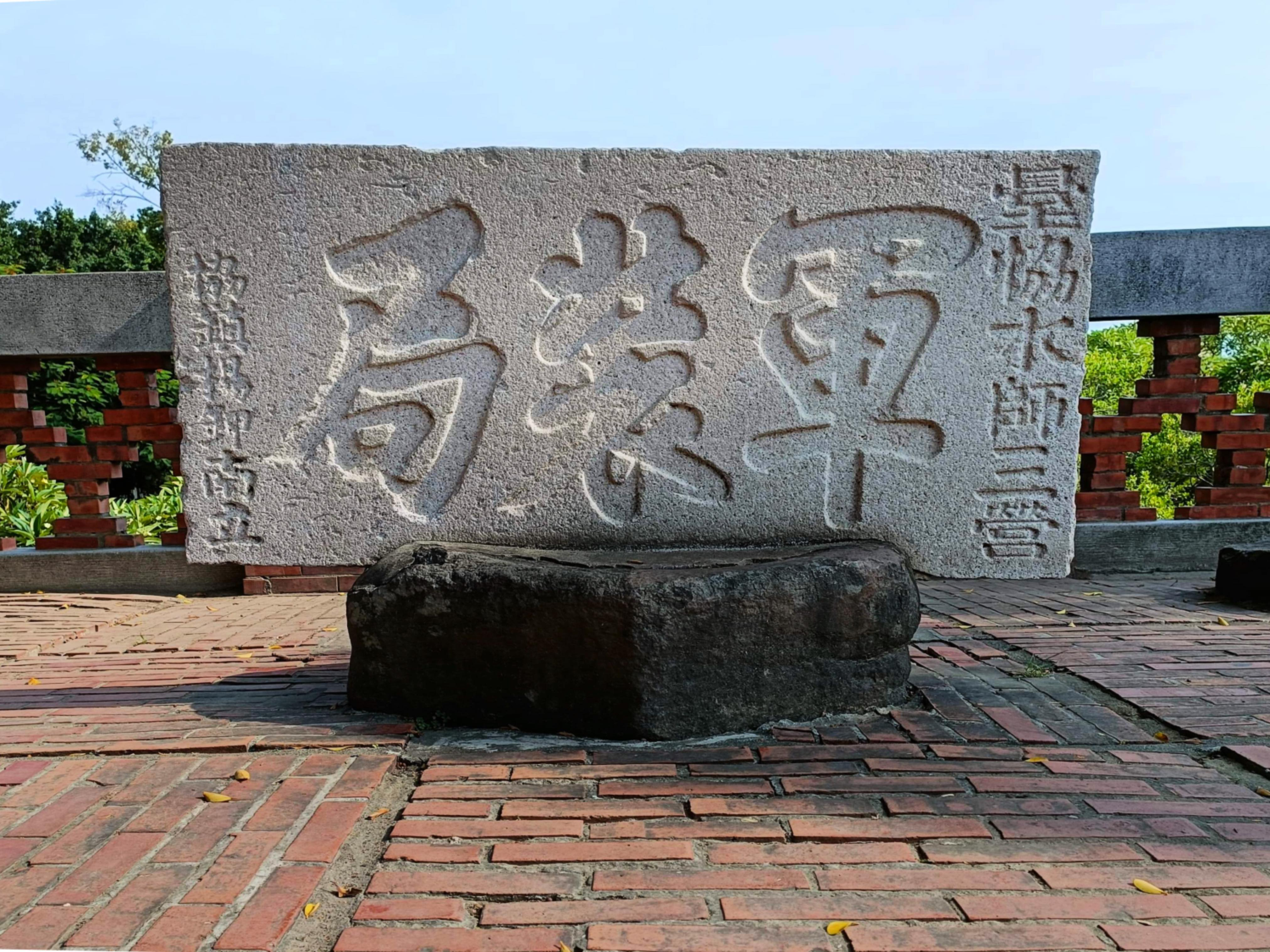
軍裝局石碑

清領時期原協署設於熱蘭遮城的軍裝局，曾作為護衛臺灣府安平海口作為儲備軍火、兵器使用的場所，後在1868年10月由英軍燒毀，1873年，水師協鎮楊鐸南在整建軍裝局時立一軍裝局碑，上鐫「臺協水師三營軍裝局，協鎮楊鐸南立」。
後在1930年，因應日人舉辦「臺灣文化三百年紀念會」活動，該石碑被移至史蹟紀念館旁展示至今。
此外，安平古堡園區尚保存數尊清領時期所使用大砲古物，包括一尊一千五百觔前膛鑄鐵砲，其中大砲上刻「嘉慶十九年仲冬奉敕鑄造臺灣水師協標右大砲一位重一千五百觔」的字樣，此外另有兩尊五百觔前膛鑄鐵砲、兩尊前膛鑄鐵砲及一尊英製短砲均是在1930年「臺灣文化三百年紀念會」活動期間移至園區展示，其中大砲上刻「嘉慶十九年仲冬奉敕鑄造臺灣水師協標右大砲一位重一千五百觔」的字樣。

### 熱蘭遮城博物館

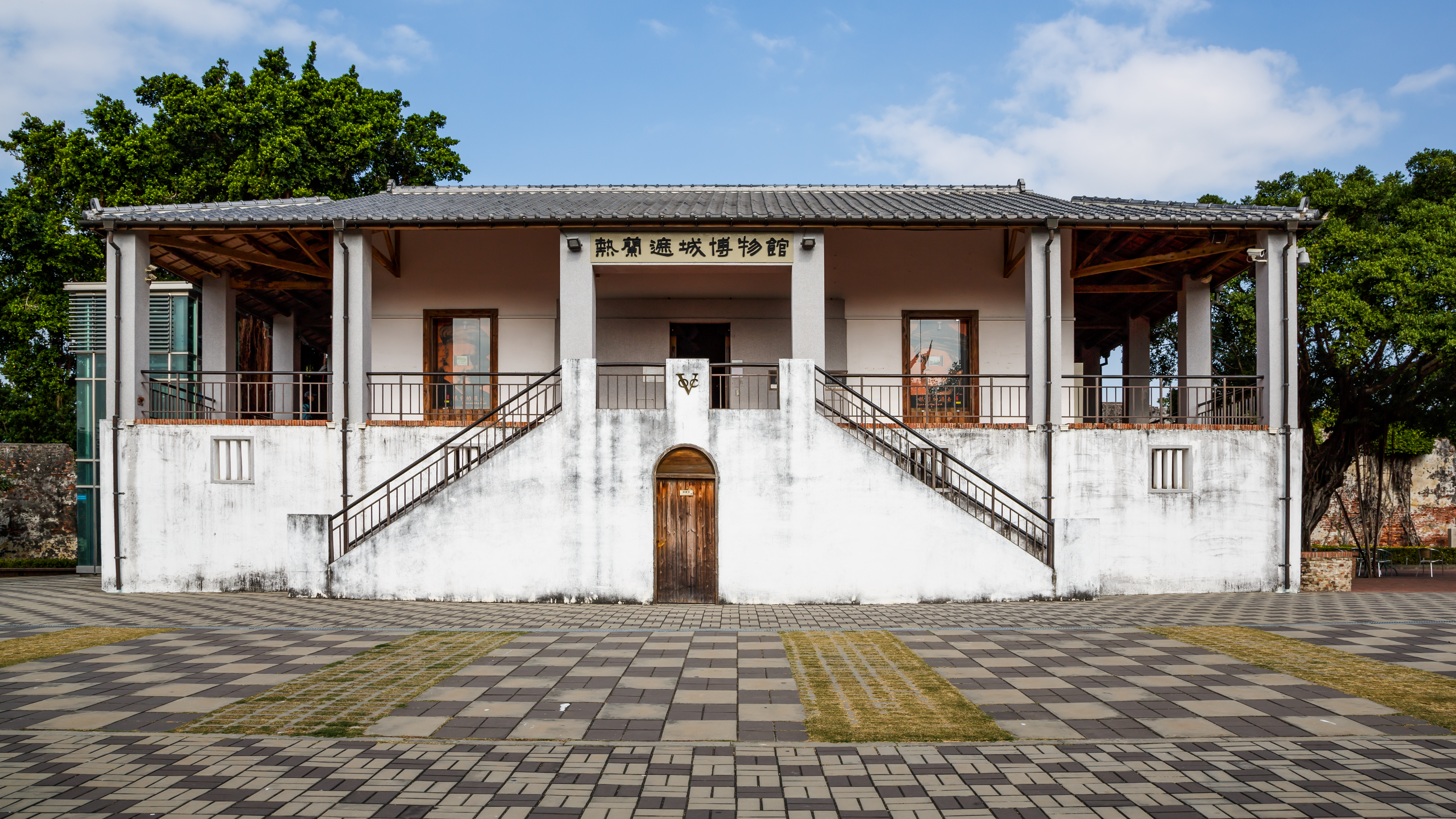
安平稅務司公館

安平古堡園區入口正前方有設有一安平稅務司公館，該建築物建於1882年，為外人在臺南所建的三座洋公館之一。
1897年之後，該建物改為「稅關俱樂部」使用，後在1930年因應「臺灣文化三百年紀念會」活動，期間該建築作為史料展覽會場，收集臺灣史料展示而開放遊客參觀，並在1932年該建築設置「臺灣史料館」，當1935年日本政府慶祝「始政四十周年記念臺灣博覽會」，臺南州配合成立「臺南歷史館」共計三處會場，第一會場於臺南州商品陳列館（今臺南高分院址），第二會場於臺灣史料館，第三會場於今大南門址。
第二次世界大戰後，該建築則改為安平區公所，後改為臺南市立永漢民藝館，陳列作家邱永漢搜藏之臺灣民藝品。隨著2003年推動「安平港國家歷史風景區」計畫時，該館舍決定遷移與熱蘭遮城無關的民藝展品，並修復間本身以「熱蘭遮城博物館」之名於2009年5月開幕，館內共分四大主題區域以展示安平變遷、熱蘭遮城的歷史、相關古物等常設展覽。

## 交通運輸
- 大台南公車[67]：安平古堡(安北路)

| 編號     | 路線                     | 營運單位 | 備註                                                |
| -------- | ------------------------ | -------- | --------------------------------------------------- |
| 2        | 崑山科大－安平白鷺灣社區 | 府城客運 | - 部分班次繞駛復華里。 - 部分班次延駛三鯤鯓、四草。 |
| 19       | 原住民文化會館－大灣高中 | 巨業交通 | - 平日部分班次延駛臺南海事。                        |
| 98       | 臺南轉運站－七股鹽山     | 府城客運 |                                                     |
| 98區間車 | 臺南轉運站－觀夕平台     | 府城客運 |                                                     |

### 引用
1. 1 2 3  安平古堡-臺南市政府文化局古蹟營運科. . 安平古堡-臺南市政府文化局古蹟營運科. 2017-11-01  [2021-07-06]. （原始内容存档于2021-07-11）.
2. ↑  . 公視. 2023年4月3日  [2023年4月32日]. （原始内容存档于2023年4月27日） （中文（臺灣））.
3. ↑  .   [2016-02-15]. （原始内容存档于2017-05-16）.
4. ↑  《臺灣通史》，卷16，城池志：「永曆十五年，延平郡王克台灣，就荷蘭城以居，改建內府，台人謂之王城。」
5. ↑  s:重修臺灣府志 (范志)
6. ↑  余文儀 (编). . . 1762: 16,22,83.
7. ↑  謝金鑾 (编). . . 1807: 12–13.
8. ↑  . nchdb.boch.gov.tw.
9. ↑  《重修臺灣省通志》，卷二土地志勝蹟篇，第9頁
10. 1 2  湯, 錦台. . "Taiwan in the age of exploration" (台北市: 如果). 2011. ISBN 9789866702792 （中文（臺灣））.
11. ↑  瞿, 海良; 洪, 麗雯; 戴, 振豐; 李, 君琳. . 台北市: 易博士. 2019. ISBN 9789864800810 （中文（臺灣））.
12. ↑  Chiu, H.H.  (博士论文). 指導教授 Prof. dr. J.L. Blussé van Oud-Alblas; 共同指導 Prof. dr. Tung Yuan-chao. 荷蘭萊頓大學 (Universiteit Leiden, ). 2010-05-10  [2022-09-21]. （原始内容存档于2022-09-21） （英语）.
13. ↑  Cheng, Wei-chung.  (PDF). 台灣史研究 (中央研究院台灣史研究所). 2017-09, 24 (3): 1–48  [2022-10-01]. （原始内容存档 (PDF)于2022-10-11） （英语）.
14. ↑  Gerrit van der Wees. . Taipei Times. 2018-10-04  [2022-09-21]. （原始内容存档于2022-11-29） （英语）.
15. ↑  王, 興安. . 臺灣大百科全書. 2009-09-24. （原始内容存档于2021-05-16） （中文（臺灣））.
16. ↑  荷蘭東印度公司的建立 （页面存档备份，存于）, 歷史文化學習網
17. ↑  李筱峰, 台灣自古不屬中國／教科書看不到的歷史《系列四》 （页面存档备份，存于）, 自由時報，2009-12-29
18. ↑  福爾摩沙特展專輯 明朝中國 帶荷蘭人登陸台灣 （页面存档备份，存于）, 中時電子報, 20030113
19. ↑  中華民國文化部. . memory.culture.tw.   [2022-09-14]. （原始内容存档于2022-09-14） （中文（臺灣））.
20. ↑  臺南市文化資產管理處. . 臺南市文化資產管理處. 2021-07-17  [2021-07-17]. （原始内容存档于2021-08-19）.
21. 1 2 3  黃, 恩宇. . 科技部補助專題研究計畫報告. 2021-01-26  [2021-07-06]. （原始内容存档于2021-07-09）.
22. 1 2  s:先王實錄#十五年 辛丑
23. ↑  .   [梅氏日記：荷蘭土地測量師看鄭成功]. 漢聲雜誌. No. 132. 由江樹生翻译. 2003-03. 1661年5月各條及註釋 [原著署名 1662-04-17 於巴達維亞].
24. ↑  國立臺灣歷史博物館. . 斯土斯民展品列表 - 斯土斯民-臺灣的故事. 國立臺灣歷史博物館.   [2020-07-27]. （原始内容存档于2019-06-24）.
25. 1 2 3 4 5  . dl.ndl.go.jp.   [2020-06-15]. （原始内容存档于2019-04-25） – （日语）.
26. ↑  魯鼎梅; 王必昌; 林起述; 謝家樹; 陳輝; 方達聖; 盧九圍; 郭朝宗; 蔡春開; 金鳴鳳; 龔帝臣; 方達義. . 1751.
27. 1 2  村上直次郎. 由石萬壽翻译.  [熱蘭遮城築城始末]. 臺灣文獻 (國史館台灣文獻館). 1975-09, 26 (3) [國家圖書館·台灣記憶·日文原載《台灣文化史說》 33-92頁 初版1930-10-26; 合本改版1935-10-10]  [2021-07-06]. （原始内容存档于2021-08-19）.
28. ↑  . 臺灣記憶. 國家圖書館.   [2021-07-07]. （原始内容存档于2021-08-19）.
29. 1 2 3  劉品亨.  (PDF). 國立臺灣師範大學. 2005  [2021-07-06]. （原始内容存档 (PDF)于2021-07-09）.
30. 1 2 3 4  高凱俊. . 臺南市文化局. 2013年2月. ISBN 978-986-04-0220-9.
31. ↑  吳永華. . 臺中市: 晨星出版社. 2000-05-30. ISBN 957-583-860-2.
32. ↑  . catalog.digitalarchives.tw.   [2022-09-18]. （原始内容存档于2022-01-19）.
33. ↑  . 《中華日報》. 1976-01-24 （中文（繁體））.
34. ↑  . 《中華日報》. 1977-03-12 （中文（繁體））.
35. ↑  聯合新聞網. . 聯合新聞網. 2021-10-11  [2022-09-18]. （原始内容存档于2022-09-22） （中文（臺灣））.
36. ↑  自由時報電子報. . 自由時報電子報. 2021-10-11  [2022-09-14]. （原始内容存档于2022-09-14） （中文（臺灣））.
37. ↑  成大考古所-熱蘭遮城-研究發展處-成功大學. . ur.ncku.edu.tw.   [2022-09-14]. （原始内容存档于2022-09-14） （中文（臺灣））.
38. ↑  https://www.facebook.com/ETtoday. . www.ettoday.net.   [2022-09-14]. （原始内容存档于2022-09-14） （中文（繁體））.
39. ↑  謝文哲. . 鏡週刊. 2022-10-11  [2022-10-11]. （原始内容存档于2022-10-22）.
40. ↑  中華民國文化部. . memory.culture.tw.   [2022-09-18]. （原始内容存档于2022-09-22） （中文（臺灣））.
41. ↑  自由時報電子報. . 自由時報電子報. 2021-12-07  [2022-09-18]. （原始内容存档于2022-09-22） （中文（臺灣））.
42. ↑  . www.peoplemedia.tw. 2015-03-02  [2022-09-14]. （原始内容存档于2022-09-14） （中文（臺灣））.
43. ↑  江樹生. . 國史館臺灣文獻館: 國立臺灣歷史博物館. 2010.
44. ↑  斯土斯民-臺灣的故事（臺史博線上博物館）. . the.nmth.gov.tw.   [2022-09-18]. （原始内容存档于2022-09-20） （中文（臺灣））.
45. ↑  江樹生. . 國立臺灣歷史博物館: 南天書局. 2006.
46. ↑  . www.cna.com.tw.   [2022-09-18]. （原始内容存档于2022-09-22） （中文（臺灣））.
47. ↑  中時新聞網. . 中時新聞網.   [2022-09-14]. （原始内容存档于2022-09-14） （中文（臺灣））.
48. ↑  中華民國文化部. . memory.culture.tw.   [2022-09-18]. （原始内容存档于2022-09-22） （中文（臺灣））.
49. ↑  中華民國文化部. . memory.culture.tw.   [2022-09-18]. （原始内容存档于2022-09-22） （中文（臺灣））.
50. ↑  好房網News. . 好房網News. 2020-05-18  [2022-09-18]. （原始内容存档于2022-09-20） （中文（臺灣））.
51. ↑  人間福報. . 人間福報.   [2022-09-18] （中文（臺灣））.
52. ↑  謝明良. . 台北市: 國立臺灣大學藝術史研究所.
53. ↑  聯合新聞網. . 聯合新聞網. 2021-10-12  [2022-09-18]. （原始内容存档于2022-09-22） （中文（臺灣））.
54. ↑  聯合報. . 聯合報數位版.   [2022-09-18]. （原始内容存档于2022-09-21） （中文（臺灣））.
55. ↑  . 臺南研究資料庫.   [2022-09-18]. （原始内容存档于2022-09-20） （中文（繁體））.
56. ↑  中華民國文化部. . memory.culture.tw.   [2022-09-18]. （原始内容存档于2022-09-22） （中文（臺灣））.
57. ↑  中華民國文化部. . memory.culture.tw.   [2022-09-18]. （原始内容存档于2022-09-21） （中文（臺灣））.
58. ↑  . 臺南研究資料庫.   [2022-09-18]. （原始内容存档于2022-09-21） （中文（繁體））.
59. ↑  中華民國文化部. . memory.culture.tw.   [2022-09-18]. （原始内容存档于2022-09-22） （中文（臺灣））.
60. ↑  中華民國文化部. . memory.culture.tw.   [2022-09-18]. （原始内容存档于2022-09-21） （中文（臺灣））.
61. ↑  中華民國文化部. . memory.culture.tw.   [2022-09-18]. （原始内容存档于2022-09-22） （中文（臺灣））.
62. ↑  中華民國文化部. . memory.culture.tw.   [2022-09-18]. （原始内容存档于2022-09-22） （中文（臺灣））.
63. ↑  中華民國文化部. . memory.culture.tw.   [2022-09-18]. （原始内容存档于2022-09-22） （中文（臺灣））.
64. ↑  中華民國文化部. . memory.culture.tw.   [2022-09-18]. （原始内容存档于2022-09-22） （中文（臺灣））.
65. ↑  陳金順. . 臺灣大百科全書. 文化部. 2009-12-29  [2021-06-24]. （原始内容存档于2021-06-24）.
66. ↑  財團法人成大研究發展基金會. . 2005年7月: 8－27.
67. ↑  .   [2018-02-07]. （原始内容存档于2016-07-28）.

## 外部連結
- OpenStreetMap上有關安平古堡的地理
- 台灣城殘蹟（安平古堡殘蹟） （页面存档备份，存于） 文化部文化資產局
- 安平臺灣城殘蹟 （页面存档备份，存于） 文化部臺灣大百科全書
- 熱蘭遮城城垣暨城內建築遺構 （页面存档备份，存于） 文化部文化資產局
- 熱蘭遮城城垣暨城內建築遺構 （页面存档备份，存于） 文化部臺灣大百科全書
- 斯土斯民 臺灣的故事：熱蘭遮城及大員港市 （页面存档备份，存于） 國立臺灣歷史博物館
- 跟著董事長看台灣：安平古堡
- 熱蘭遮城城垣暨城內建築遺構 （页面存档备份，存于）
- 臺灣、荷蘭、鄭家軍：荷蘭時期臺灣圖像紀錄片 （页面存档备份，存于） 公共電視
- 安平追想 1661主題網站 （页面存档备份，存于） 數位典藏與數位學習成果入口網專題